# 俄羅斯入侵烏克蘭時間軸 (2023年9月)

俄羅斯入侵烏克蘭的動態地圖（參見可交互的俄烏戰爭詳細地圖）

本條目主要列出在2023年9月俄羅斯入侵烏克蘭的過程。

## 9月1日

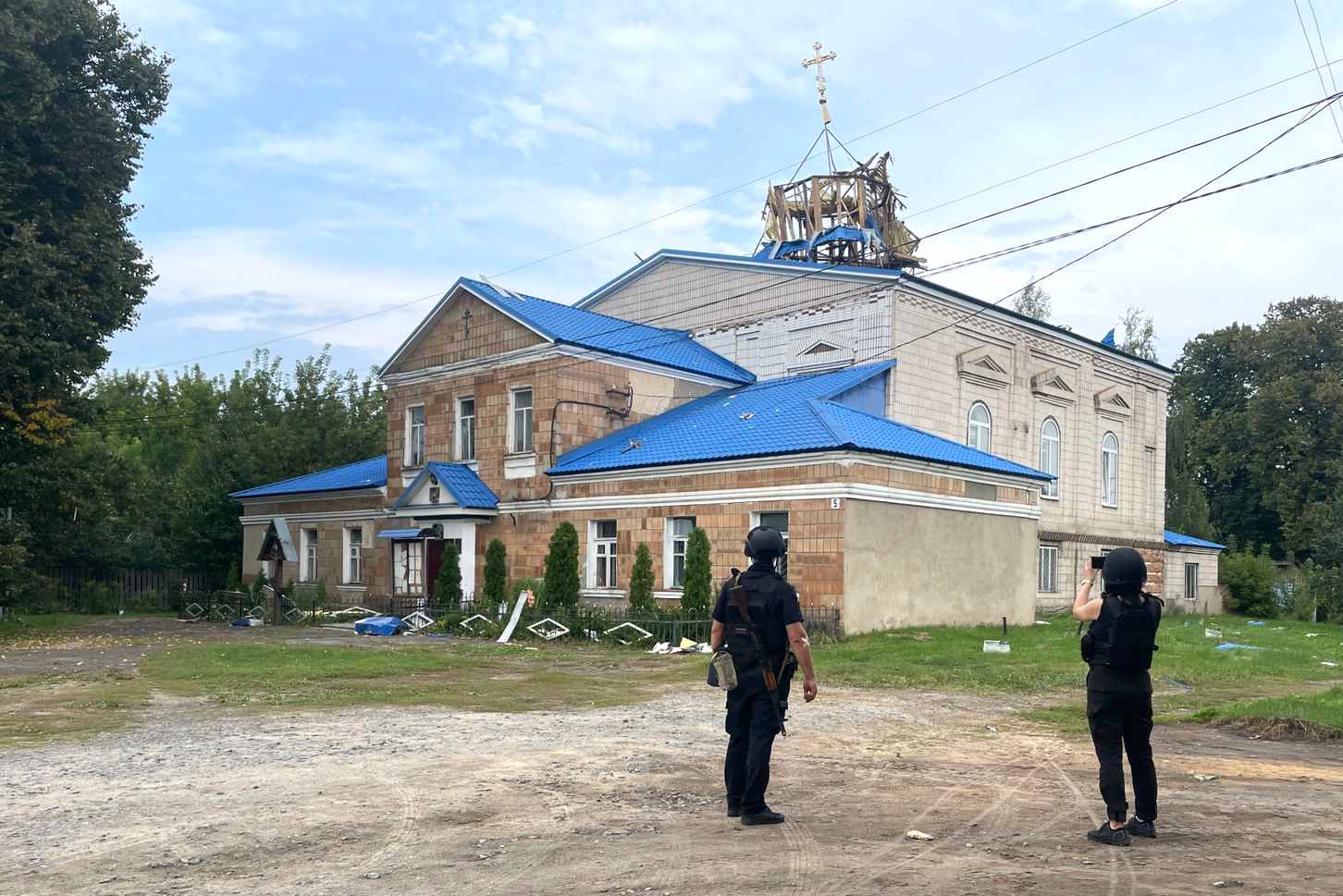
俄羅斯襲擊蘇梅州後

烏克蘭當局表示，截至1日上午9時，俄羅斯在過去一天一共襲擊8個州，至少造成2名平民死亡，10名平民受傷。烏克蘭文尼察州州長表示，俄軍向文尼察州發射2枚口徑導彈，其中一枚擊中住宅樓，至少造成3名平民受傷，烏克蘭空軍則表示，擊落另一枚導彈。赫爾松州軍事管理局表示，俄軍炮擊赫爾松市，至少造成1名平民死亡。烏克蘭基輔、切爾諾夫策和波爾塔瓦警方表示在開學日均收到關於教育機構的炸彈恐嚇，正在學校範圍內搜索。烏克蘭總檢察長辦公室表示，俄軍炮擊蘇梅州塞雷迪納-布達鎮，損壞16棟公寓，至少造成4名平民受傷。
烏克蘭武裝部隊總參謀部表示，自全面入侵以來，俄羅斯在烏克蘭損失263,490名士兵，過去一天俄羅斯部隊有470人傷亡，累計損失4,459輛坦克、8,613輛裝甲戰車、8,009輛汽車和油箱、5,530個火炮系統、735個多發火箭發射系統、500個防空系統、315架飛機、316架直升機、4,421架無人機和18艘船隻。
俄羅斯防空部隊表示，在莫斯科州柳別爾齊上空擊落一架正飛往莫斯科市的無人機，沒有傷亡報告。俄羅斯庫爾斯克州州長表示，防空部隊擊落1架無人機，另有1架無人機襲擊距離庫爾斯克核電站僅幾公里的庫爾恰託夫鎮，沒有傷亡報告。俄羅斯別爾哥羅德州州長表示，白天防空部隊擊落一架無人機，晚上在雅科夫列沃和科羅查擊落2個空中目標，沒有傷亡報告。俄羅斯國防部表示，過去一週，摧毀281架烏克蘭無人機，包括俄羅斯西部地區的29架，表明俄羅斯和烏克蘭之間正在進行無人機戰爭。
俄羅斯總統普京表示，計劃在未來兩年半內從聯邦預算中撥款180億美元，用於2022年吞併的4個烏克蘭地區。俄羅斯戰略火箭軍表示，能夠攜帶10枚或更多核彈頭的薩爾馬特洲際彈道導彈已投入作戰使用。俄羅斯國家原子能公司表示，俄羅斯的核能基礎設施仍然是烏克蘭襲擊目標。俄羅斯克里姆林宮表示，英國航太公司在烏克蘭開設的辦公室以及任何生產針對俄羅斯的武器生產設施，都將成為俄羅斯軍方的目標。
英國國防部表示，俄羅斯採取正採取多個保護措施，防止對克里米亞大橋的襲擊，包括部署煙霧車、防空系統和故意鑿沉多艘船隻形成水下屏障。
美國國家安全會議戰略溝通協調官柯比表示，烏軍在過去72小時內在南部扎波羅熱地區附近取得顯著進展，並在回應記者提問時表示，無法證實俄羅斯具有核能力的薩爾馬特洲際彈道導彈已投入作戰任務的報道。
烏克蘭總統澤連斯基表示，除非烏克蘭重新控制克里米亞、頓巴斯和其他俄佔領土，否則烏克蘭不可能實現「可持續」的和平。烏克蘭總統顧問接受採訪時表示，暫時排除和平談判的可能性，直指任何談判都將等同於烏克蘭和所有支援烏克蘭的民主國家的「投降」，又表示，對俄羅斯本土的無人機襲擊將增加，而戰爭亦正在逐漸轉移到俄羅斯本土。
烏克蘭總檢察長辦公室表示，已在法庭上證明，國防部與一家企業簽訂購買野戰口糧合同的附加協議是違法的，附加協議令野戰口糧不符合烏克蘭法律規定的軍事人員營養標準，如果合同生效，烏克蘭武裝部隊將以1100萬美元，購買100萬件不符合品質的野戰口糧，法院亦裁定，附加協議違反現行法律要求，違背國家利益。此次事件，已經是近幾個月以來，烏克蘭國防部第三次發生採購醜聞。
烏克蘭基礎設施部表示，再有2艘貨船透過烏克蘭海軍公布的航運走廊離開敖德薩州皮夫登尼港口，2艘新加坡公司運營的散裝船分別載有56,000噸生鐵和17.2萬噸鐵礦石。烏克蘭國家預防腐敗局宣布，將美國跨國食品公司「百事」和「瑪氏食品」，列入國際戰爭贊助商名單，指出2間公司雖然承諾削減業務，暫停在俄羅斯的廣告活動和生產，但仍然繼續在俄羅斯運作，向俄羅斯繳納大量稅款，從而支援俄羅斯經濟。
烏克蘭赫爾松州州長接受訪問時表示，俄羅斯全面入侵以來，損壞赫爾松州1萬5千多處平民財產，其中大部分是住宅，包括約5千棟無法修復的房屋，274間教育和體育機構，181個醫療設施，43個工業設施，以及完全被摧毀的赫爾松國際機場。另外，卡霍夫卡大壩災難單單對環境已經造成超過40億美元損失，近三分之一的森林受到影響，30%的自然保護區正面臨消失問題，1300公頃的田地被淹沒，直指俄羅斯對大壩的破壞，導致赫爾松州毀滅性洪水，破壞或摧毀4千所房屋，其中1千3百所無法修復，地區當局需要約3500萬美元修復其餘房屋。
英國「路透社」援引美國政府文件，美國政府將向烏克蘭提供具爭議，含有貧鈾的穿甲彈藥，彈藥有助摧毀俄羅斯坦克，屬於下周公布的新軍事援助計劃的一部分，有關彈藥可以從美國艾布拉姆斯坦克發射，預計將在未來幾週內運抵烏克蘭，文件獲得兩名美國官員證實。
諾貝爾基金會表示，已向包括去年因入侵烏克蘭和國內局勢沒有邀請的俄羅斯、白俄羅斯和伊朗在內，所有在瑞典和挪威設有外交使團的國家以及瑞典和挪威的所有政黨發邀請，出席諾貝爾獎頒奬典禮，諾貝爾基金會執行董事表示，現時全球存在一種趨勢，即不同觀點者之間的對話正在減少，擴大邀請能夠慶祝和理解諾貝爾獎以及自由科學、自由文化、自由和平社會的重要性。但瑞典首相乌尔夫·克里斯特松表示，如果這是他的選擇，他不會允許俄羅斯出席。多個瑞典政黨和議員亦表示不會與俄羅斯代表同場，會抵制有關活動。
白俄羅斯國家邊境委員會表示，1架波蘭米-24軍用直升機越過白波邊界，以極低的高度進入白俄羅斯領土1200米，侵犯白俄羅斯領空。波蘭武裝部隊發言人則表示，調查飛行員報告和無線電跟蹤資料後，沒有發現違規行為，直斥白俄羅斯說謊和作出挑釁行為。

## 9月2日

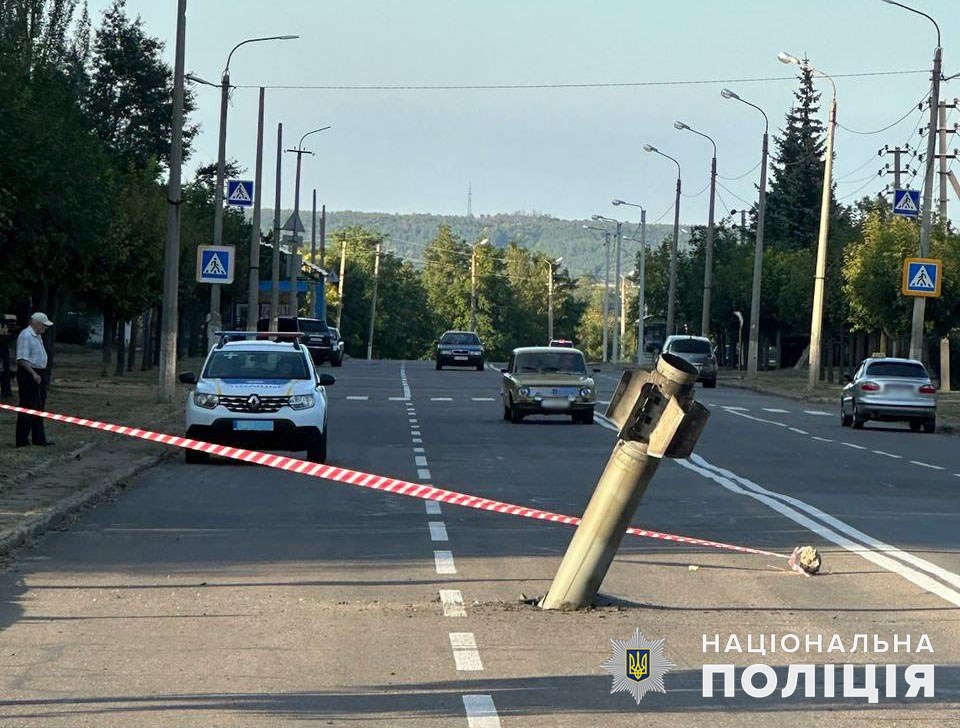
頓涅茨克州克拉馬托爾斯克一枚俄軍啞彈

烏克蘭當局表示，截至2日上午9時，俄羅斯在過去一天一共襲擊9個州，至少造成4名平民死亡，12名平民受傷，126個定居點和111個基礎設施受破壞。赫爾松州軍事管理局表示，俄軍凌晨期間炮擊赫爾松，至少造成2名平民受傷。赫爾松州長表示，俄軍使用導彈襲擊南部奧德拉多卡米揚卡，至少造成1名平民死亡，2名平民受傷。烏克蘭國家警察表示，俄羅斯對蘇梅州的炮擊，造成1名警察死亡。烏克蘭總檢察官辦公室表示，俄軍對頓涅茨克州胡歷達爾發動襲擊，至少造成2名平民死亡，2名平民受傷。烏克蘭第聶伯羅彼得羅夫斯克州長表示，俄軍用40多發炮彈及無人機襲擊尼科波爾及其周邊地區5次，至少造成4名平民受傷。烏克蘭總檢察長辦公室表示，俄軍炮擊蘇梅州塞雷迪納-布達，至少造成1名平民死亡，3名平民受傷。
烏克蘭武裝部隊總參謀部表示，自全面入侵以來，俄羅斯在烏克蘭損失264,060名士兵，過去一天俄羅斯部隊有570人傷亡，累計損失4,471輛坦克、8,637輛裝甲戰車、8,043輛汽車和油箱、5,560個火炮系統、736個多發火箭發射系統、501個防空系統、315架飛機、316架直升機、4,433架無人機和18艘船隻。烏克蘭軍事戰鬥指揮官表示，烏克蘭軍隊成功突破俄羅斯在扎波羅熱附近的第一道防線，取得重大突破，是在幾星期的精心排雷下完成，並相信，隨著向防禦性較差的第二道防線推進，反攻進展將加快。
俄羅斯國防部表示，凌晨俄軍摧毀3艘以克里米亞大橋為目標的烏克蘭無人艇。另外，國防部表示，部隊在別爾哥羅德地區上空擊落3架烏克蘭無人機，別爾哥羅德州長表示，烏克蘭火箭彈襲擊邊境附近一個村莊，至少造成1名平民死亡。布良斯克和庫爾斯克州長分别表示，烏克蘭炮擊當地，其中在庫爾斯克，至少造成1名平民受傷。
俄佔赫爾松和俄佔盧甘斯克當局宣布，提前開始地方選舉投票，選出州長、地方議會和市議會。
非牟利組織「戰爭研究所」表示，烏克蘭部隊在巴赫穆特以南繼續進攻，並在巴赫穆特西南約7公里處的克利什奇伊夫卡西北邊緣推進。
烏克蘭總統澤連斯基表示，再有2艘船隻成功通過由烏方建立的臨時黑海走廊。烏克蘭國會人權專員表示，從9月1日開始，俄佔克里米亞五至九年級的學生需要參加，名為「軍事訓練基礎」的課外活動。烏克蘭內政部和國家安全局表示，在日托米爾州拘捕一名東正教牧師，涉嫌向信眾宣揚親俄羅斯訊息，包括將俄羅斯入侵烏克蘭的戰爭描述為「內部衝突」，並否認俄羅斯的武裝侵略。
諾貝爾基金會表示，留意到各方的強烈反應，決定不會邀請俄羅斯、白俄羅斯或伊朗駐瑞典大使參加在斯德哥爾摩舉行的諾貝爾獎頒獎典禮。

## 9月3日

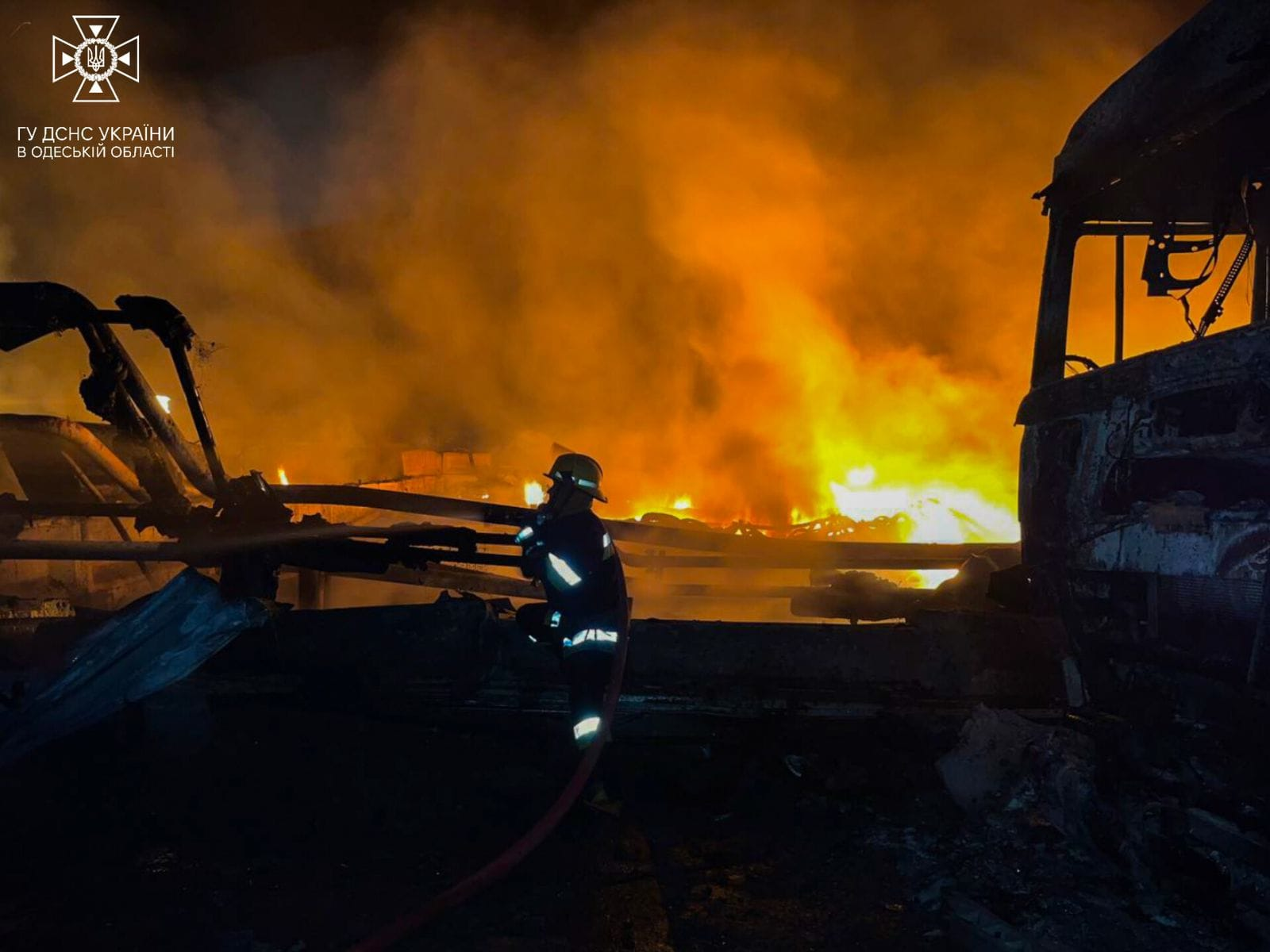
俄羅斯襲擊敖德薩州後

烏克蘭當局表示，截至3日上午9時，俄羅斯在過去一天一共襲擊10個州，至少造成135個定居點和83個基礎設施受破壞。烏克蘭空軍表示，凌晨俄罗斯对敖德薩州多瑙河港口雷尼发动无人机袭击，至少造成两名平民受伤，合共使用25架無人機，其中在敖德薩州击落22架。敖德薩州州長表示，凌晨俄羅斯使用無人機襲擊伊茲梅爾區以南近兩個小時。烏克蘭總檢察長辦公室表示，俄軍襲擊頓涅茨克州皮夫尼奇內和季霍尼夫卡，至少造成1名平民死亡，5名平民受傷。赫爾松州州長表示，俄軍襲擊比洛澤爾卡，至少造成1名平民死亡，5名平民受傷。
烏克蘭武裝部隊總參謀部表示，自全面入侵以來，俄羅斯在烏克蘭損失264,660名士兵，過去一天俄羅斯部隊有600人傷亡，累計損失4,476輛坦克、8,649輛裝甲戰車、8,102輛汽車和油箱、5,582個火炮系統、739個多發火箭發射系統、502個防空系統、315架飛機、316架直升機、4,444架無人機和18艘船隻。並在黑海使用拜拉克塔尔TB2摧毁一艘俄罗斯KS-701巡逻艇，造成6人死亡，2人受傷。
烏克蘭總統澤連斯基宣布，正式向國會提出動議解除列茲尼科夫烏克蘭國防部長一職，並由烏克蘭國家財產基金主席烏梅羅夫接替。另外，澤連斯基與法國總統馬克龍通電話後表示，法國已加入援烏戰機國際聯盟，在法为乌克蘭培训F-16飞行员。烏克蘭空軍發言人表示，烏克蘭正在加強防空，為俄羅斯今年秋天對關鍵基礎設施的潛在大規模襲擊做準備。烏克蘭國防部修改患病免除兵役清單，將可治療肺結核、病毒性肝炎、血液疾病、伴有輕微功能障礙的甲狀腺疾病以及艾滋病毒陽性但沒有症狀，剔出免役清單，將輕度精神障礙、神經障礙、中樞神經系統疾病等納入清單。
烏克蘭電視臺播出紀錄片《被拋棄的俄羅斯飛行員》（Збиті льотчики росії），介紹烏克蘭國家安全局如何計劃和執行，8月23日28歲俄羅斯飛行員馬克西姆·庫茲米諾夫駕駛米-8直升機降落在烏克蘭機場，並向烏克蘭投降的事件，其中庫茲米諾夫呼籲其他俄羅斯飛行員以他為榜樣並彷效其做法。

## 9月4日

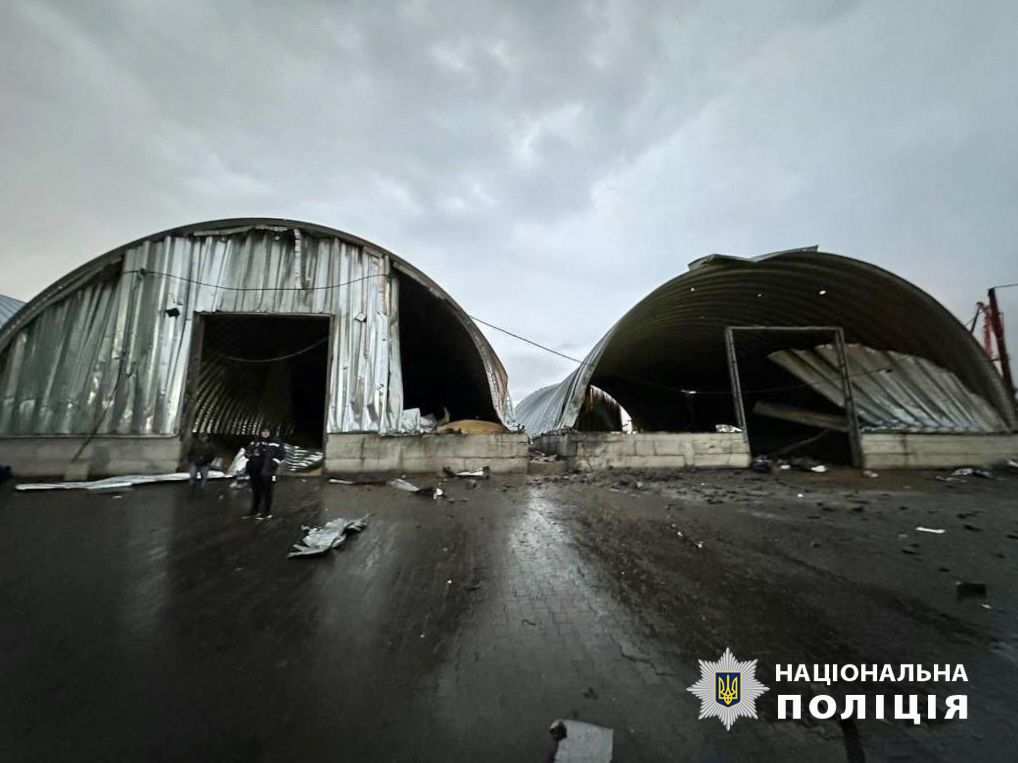
俄羅斯襲擊敖德薩州後

烏克蘭當局表示，截至4日上午9時，俄羅斯在過去一天一共襲擊10個州，至少造成2名平民死亡，14名平民受傷，132個定居點和45個基礎設施受破壞。烏克蘭空軍表示，俄軍凌晨對敖德薩州和第聶伯羅彼得羅夫斯克州發射32架無人機，擊落17架針對敖德薩州和6架針對第聶伯羅彼得羅夫斯克州的無人機，但仍有工業設施和基礎設施被擊中。赫爾松州長表示，俄軍襲擊索尼亞奇尼，造成一名11歲男孩受傷。蘇梅州軍事管理局表示，俄軍襲擊邊境地區18次，至少造成2名平民受傷。
烏克蘭武裝部隊總參謀部表示，自全面入侵以來，俄羅斯在烏克蘭損失265,120名士兵，過去一天俄羅斯部隊有460人傷亡，累計損失4,480輛坦克、8,663輛裝甲戰車、8,149輛汽車和油箱、5,611個火炮系統、741個多發火箭發射系統、503個防空系統、315架飛機、316架直升機、4,481架無人機和19艘船隻。烏克蘭副國防部長表示，烏軍在距離巴赫穆特約5公里的克利希伊夫卡和羅博季涅以南的新普羅科皮夫卡附近取得進展，在過去一星期，解放巴赫穆特周圍三平方公里領土，自反攻開始以來，烏克蘭在該地區共收復47平方公里領土，另外俄羅斯試圖奪回頓涅茨克州克利希伊夫卡、庫爾久米夫卡和奧扎里亞尼夫卡失去的陣地，但沒有成功，亦試圖阻止鳥軍向被佔領的巴赫穆特推進，在烏克蘭東部，俄羅斯未能在盧甘斯克州新霍里夫卡和比洛霍里夫卡以及頓涅茨克州塞韋爾涅、阿夫迪伊夫卡、馬林卡、克拉斯諾霍里夫卡和新海利夫卡取得進展，在哈爾科夫州庫皮揚斯克方向，烏軍多次擊退俄軍的攻擊，在南部，烏軍繼續向俄羅斯佔領的扎波羅熱州梅利托波爾發起進攻。烏克蘭國防部長表示，自2022年2月以來，已从西方获得1000亿美元的军事援助。美国的援助就將近600亿美元。
俄羅斯国防部表示，海军黑海舰队戰机在黑海西北部水域，摧毁4艘美制威拉德军用快艇，快艇上载有驶向克里米亚的乌军陆战队。俄羅斯傳媒報道，防空部隊分別在克里米亞半島附近的黑海上空和庫爾斯克地區上空擊落2架無人機，沒有傷亡和破壞報告。
俄占顿涅茨克一家法院判处两名乌克兰士兵20多年监禁，當局指控他們在马里乌波尔围城战期间犯下战争罪。
烏克蘭國防部長列茲尼戈夫向烏克蘭議會提交辭呈，在辭呈中提到國防部自俄羅斯全面入侵開始以來的成就，並表示完成22個月任期內為自己設定的關鍵任務，衷心感謝議會在關鍵時刻為國防部的信任、支援和機會。

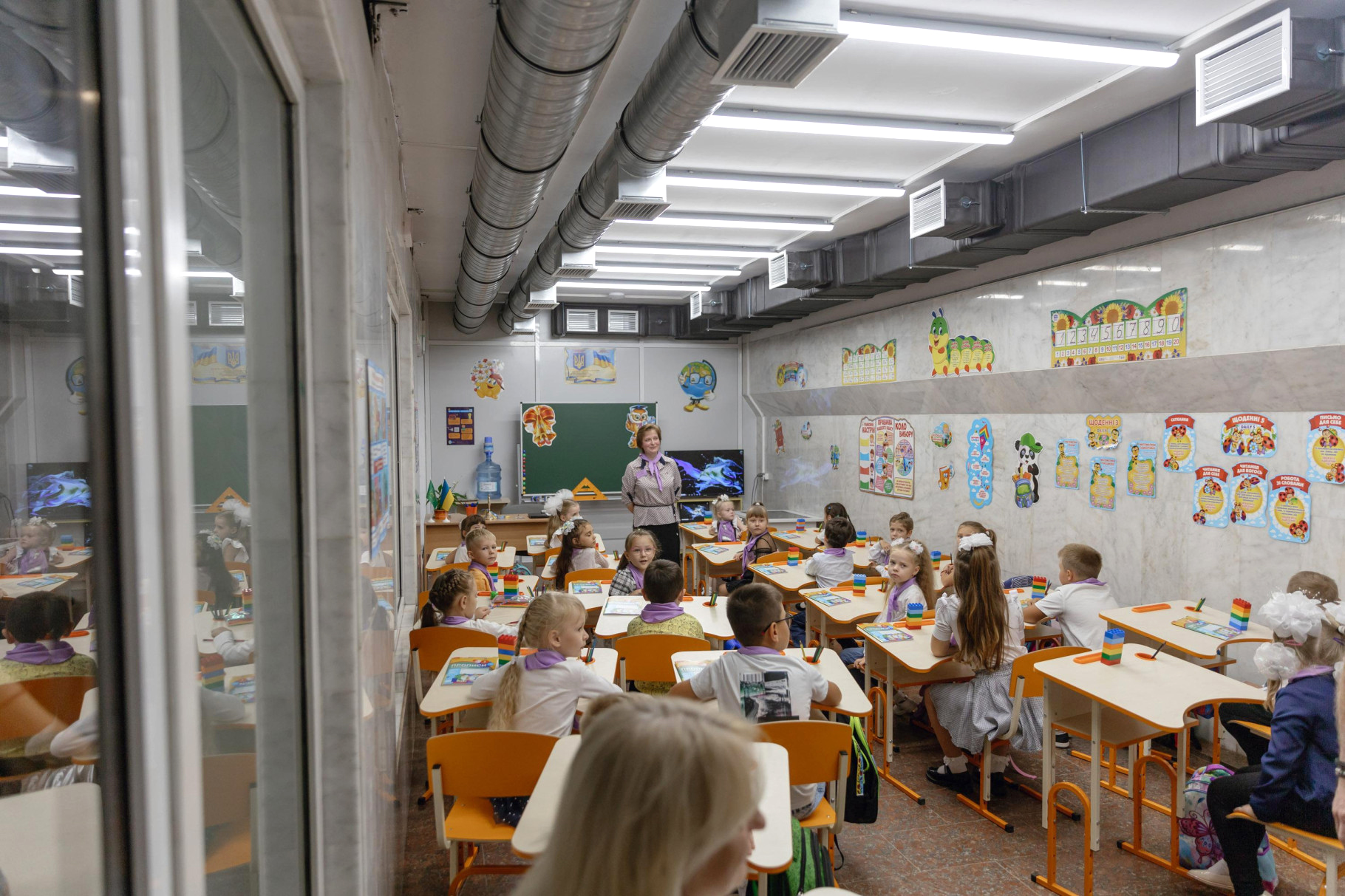
在哈爾科夫，學童在地鐵站內的課室上課

烏克蘭總統澤連斯基分別到訪頓涅茨克和扎波羅熱州前線地區，包括頓涅茨克州前線地區的8個旅和扎波羅熱州前線地區的3個旅。烏克蘭軍事康復中心負責人估計，自戰爭開始以來，至少有2萬名烏克蘭人遭受過一次截肢。烏克蘭哈爾科夫市議會表示，為了減少俄軍襲擊導致學童傷亡，在哈爾科夫市地鐵站內開設課室，讓學童安全地學習。
烏克蘭外交部和國家邊防局表示，俄羅斯襲擊敖德薩州期間，有若干數量的無人機墜落在羅馬尼亞境內。羅馬尼亞國防部堅決否認有無人機墜落在羅馬尼亞領土，並表示無人機沒有對羅馬尼亞構成任何直接軍事威脅。但烏克蘭外交部長庫列巴表示，烏克蘭有目視證據表明俄羅斯無人機墜落在羅馬尼亞領土，直指否認有物體墜落是毫無意義。
土耳其總統埃爾多安到訪俄羅斯索契，並與俄羅斯總統普京會面，是自俄羅斯入侵烏克蘭以來第一位與普京會面的北約成員國元首，埃爾多安在會後的記者會上表示，烏克蘭應該在恢復糧食出口協議的談判中軟化對俄羅斯的立場。俄羅斯總統普京則表示，除非西方減少制裁，否則俄羅斯不會恢復黑海糧食倡議，更直指只有在對歐洲市場的俄羅斯糧食和化肥制裁解除後，俄羅斯才會重新加入倡議。烏克蘭外交部長庫列巴接受時回應普京和埃爾多安的要求，並表示，黑海糧食倡議必須恢復，但不能以接受勒索為代價，直指烏克蘭不會信任普京，如果現在做出讓步，俄羅斯將在一個月後再次退出，並提出新的條款，強調俄羅斯人沒有法律或政治理由退出該協議，但表示烏克蘭和土耳其之間存在信任關係。

## 9月5日
烏克蘭當局表示，截至5日上午9時，俄羅斯在過去一天一共襲擊9個州，至少造成1名平民死亡，4名平民受傷，133個定居點和85個基礎設施受破壞。烏克蘭赫爾松州州長表示，俄軍在過去一天中炮擊赫爾松州57次，共使用227枚炮彈。
烏克蘭武裝部隊總參謀部表示，自全面入侵以來，俄羅斯在烏克蘭損失265,680名士兵，過去一天俄羅斯部隊有560人傷亡，累計損失4,489輛坦克、8,670輛裝甲戰車、8,175輛汽車和油箱、5,648個火炮系統、747個多發火箭發射系統、504個防空系統、315架飛機、316架直升機、4,512架無人機和19艘船隻。总参谋部亦表示，在过去24小时内，乌军在梅利托波尔等方向与俄军继续交战，对俄军防空导弹系统等目标发动空袭，并打击其弹药库、人员和装备阵地等目标。
俄羅斯國防部表示，分別在卡盧加地區和莫斯科州伊斯特拉上空擊落2架無人機。。俄羅斯《莫斯科時報》則報道，防空部隊在俄羅斯總統官邸所在地附近的扎維多沃上空擊落無人機。
俄羅斯總統普京在接受電視採訪時表示，西方列強任命猶太裔的澤倫斯基為烏克蘭總統，是為了掩蓋納粹主義。俄羅斯國防部長紹伊古表示，烏克蘭東南部扎波羅熱地區是衝突中戰鬥的焦點，基輔的部隊正在推進反攻，並運用西方培訓的預備役旅。俄羅斯国防部表示，俄军在顿涅茨克、扎波罗热、库皮扬斯克等多个方向击退乌军进攻，打击乌军无人机控制中心、弹药库、指挥所等目标，防空部队拦截乌军海马斯火箭弹、飓风火箭弹和多架无人机
烏克蘭總統澤連斯基到訪頓涅茨克州巴赫穆特附近的前線陣地，訪問在巴赫穆特地區開展進攻行動的戰鬥旅，並聽取關於東部戰線行動局勢的報告。
英國國防部表示，俄羅斯計劃於9月8日至10日在俄佔地區舉行「虛假選舉」，其中親俄民意調查顯示，俄羅斯總統普京所屬政黨「統一俄羅斯」預計將在俄佔地區獲得80%選票，「虛假選舉」亦已經在馬裡烏波爾等俄佔扎波羅熱開始，候選人完全來自莫斯科認可的政黨，已確認的1000多名候選人中，很多是缺乏經驗和自願的候選人。
非牟利組織「戰爭研究所」表示，烏克蘭步兵已經繞過反坦克溝渠和障礙，向靠近戰略前線城市奧裡赫夫東南的韋爾博韋附近陣地推進，另一批烏克蘭步兵部隊向奧裡赫夫以南10公里的羅博季涅和奧裡赫夫以南13公里的新普羅科皮夫卡之間的俄羅斯防禦陣地推進。此外，烏軍正在將已經突破的防線漏洞擴大，以便更多裝備和人員推進。另外，烏克蘭亦在尚未被破壞的俄羅斯防線附近取得進展，該防線從韋爾博夫西北部延伸到索洛德卡巴爾卡以北，不斷向俄羅斯陣地發動步兵攻擊和猛烈炮火。
烏克蘭議會以327票批准列茲尼科夫辭去國防部長職務。隨即，烏克蘭總統澤連斯基向烏克蘭議會提交決議草案，提名烏梅羅夫為國防部長。另外，總統澤連斯基簽署法令，解除頓涅茨克州州長帕夫洛·基裡連科職務。烏克蘭政府內部消息指，基裡連科將出任國家反壟斷委員會主席。烏克蘭歐洲一體化副總理表示，烏克蘭準備在兩年內加入歐盟，比加入北約更早，又認為，烏克蘭能夠在戰時採取措施加入歐盟，確信烏克蘭能夠完成談判，履行加入歐盟的義務，並為烏克蘭的經濟復甦創造合適條件。
烏克蘭和俄羅斯傳媒援引消息報道，俄佔卢甘斯克海关办公室主任在家中被炸弹炸傷，但亦有消息表示受伤的是其儿子。多個西方媒體引述社交媒體片段報道，一辆乌克兰挑战者2坦克在羅博季涅附近被摧毀。
反集束彈藥聯盟監察員表示，去年起俄羅斯廣泛使用被禁止的集束彈，導致烏克蘭有900多人被集束彈炸死或受傷，使全球傷亡人數創新高。
古巴外交部和內政部表示，發現一個人口販運組織，招募古巴公民，作為外國僱傭兵，參與俄羅斯對烏克蘭的軍事行動，古巴已對參與活動人士提起刑事訴訟，堅決反對有關招募行動。
立陶宛總統表示，烏克蘭的腐敗醜聞對西方國家向基輔提供武器的決定產生重大影響，支援烏克蘭的國家均是民主國家，必須考慮到社會情緒和選民意見，選民看到受援助國存在非常明顯的腐敗醜聞，會對聲譽造成巨大打擊。羅馬尼亞總統表示，沒有證據表明俄羅斯無人機在9月4日墜落羅馬尼亞境內，指出襲擊發生在離羅馬尼亞邊境，只有800米的地方。
德国政府宣布，決定向乌克兰提供188辆梅赛德斯-奔驰卡车、4辆邊境防衛車、1辆装甲架桥车、2萬副安全眼镜以及獵豹式自行防空炮的弹药。
丹麦首相弗雷德里克森到访基辅，并向乌克兰议会发表讲话。

## 9月6日

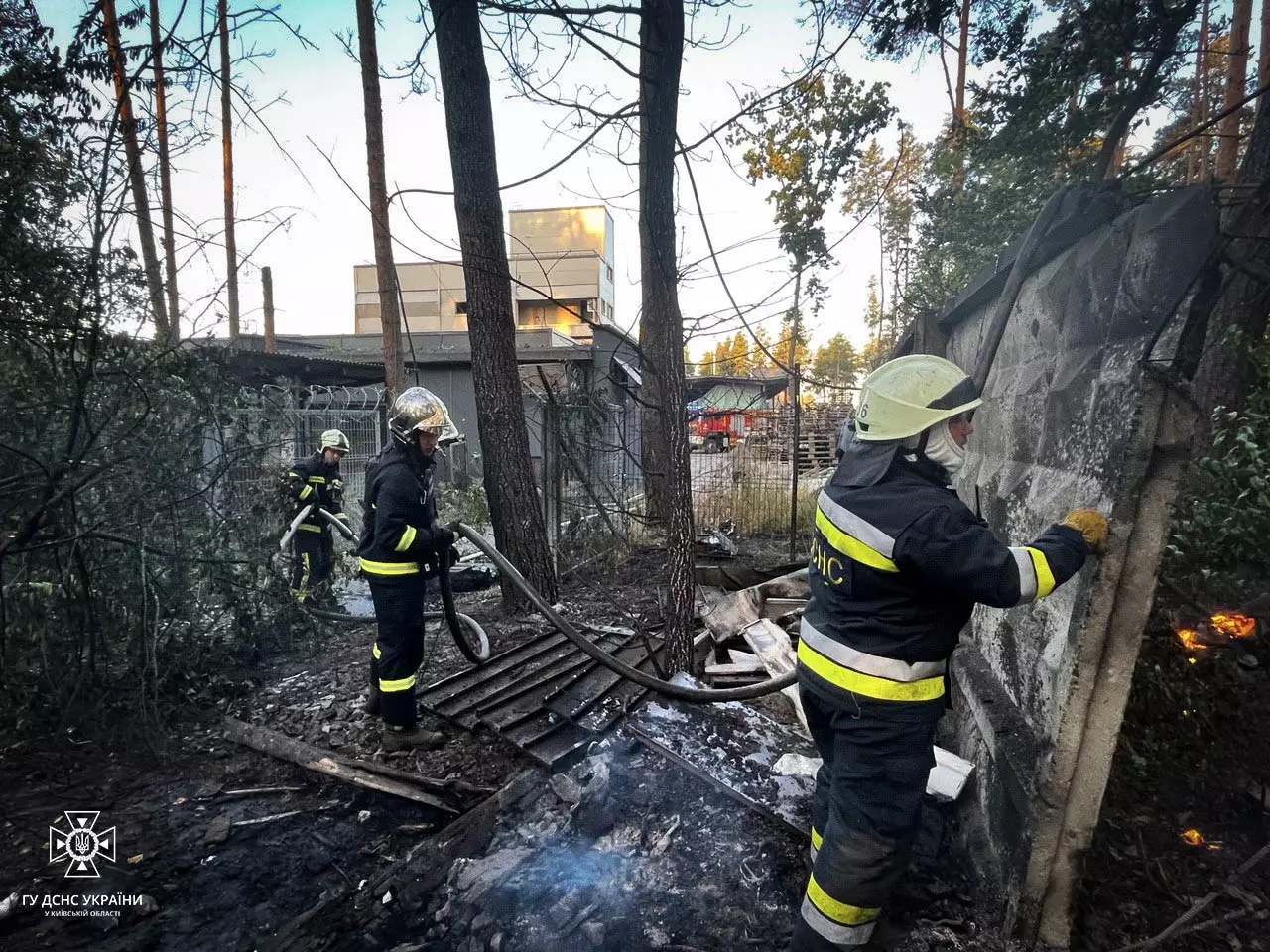
俄羅斯襲擊基輔州後

烏克蘭當局表示，截至6日上午9時，俄羅斯在過去一天一共襲擊10個州，至少造成137個定居點和85個基礎設施受破壞。敖德薩州長表示，凌晨俄羅斯對伊茲梅爾發動無人機襲擊，至少造成1名平民死亡。烏克蘭空軍表示，軍隊擊落俄羅斯發射的25架無人機中的15架，以及所有共8枚導彈。扎波羅熱州長表示，俄軍對扎波羅熱市發動導彈襲擊，至少造成2名平民受傷。烏克蘭政府表示，俄羅斯對頓涅茨克州科斯蒂安蒂尼夫卡發動彈道導彈襲擊，造成至少16名平民死亡，包括1名兒童，34名平民受傷，破壞30個商店、1棟公寓、1間銀行和多輛汽車。
烏克蘭武裝部隊總參謀部表示，自全面入侵以來，俄羅斯在烏克蘭損失266,290名士兵，過去一天俄羅斯部隊有610人傷亡，累計損失4,497輛坦克、8,682輛裝甲戰車、8,190輛汽車和油箱、5,685個火炮系統、748個多發火箭發射系統、505個防空系統、315架飛機、316架直升機、4,519架無人機和19艘船隻。总参谋部亦表示，乌军在扎波罗热地区拉博季诺至新普罗科皮夫卡方向取得进展，并继续在巴赫穆特南部和梅利托波尔地区采取进攻行动，在过去24小时内，前线地区发生数十次战斗，空军、火箭炮和炮兵部队对俄军人员和装备集中区、防空系统等目标实施了打击。烏克蘭主管東部軍事行動的地面部隊指揮官表示，隨著俄羅斯軍隊尋求獲得主動權並對烏克蘭軍隊進行「報復」，東部戰線的局勢仍然困難。另外，指揮官表示，主要任務是確保可靠的防禦，防止失去在庫皮揚斯克和利曼方向的據點和陣地，以及成功向前推進，到達巴赫穆特方向的指定防線。
俄罗斯国防部表示，过去一天中，空天军使用远程精确制导武器打击了乌克兰武装部队训练基地，並在顿涅茨克、扎波罗热、库皮扬斯克、赫尔松等多个方向击退乌军，打击乌军坦克、装甲车、美制M777火炮和其他乌军装备，防空部队則击落乌军17架无人机，拦截十余枚各型火箭弹。俄佔扎波羅熱官員承認，莫斯科軍隊已經撤離羅博季涅，烏克蘭在一星期前宣布奪回羅博季涅。
英國國防部長證實，一輛在烏克蘭軍隊服役的英國挑戰者2坦克已被俄羅斯炮兵摧毀，是第一輛被摧毀的挑戰者2坦克。
烏克蘭議會以338票通過由烏梅羅夫出任國防部長，並以250票通過由早前被解除頓涅茨克州州長職務的基裏連科出任國家反壟斷委員會主席。
羅馬尼亞國防部長證實，9月4日俄羅斯對烏克蘭多瑙河港口發動無人機襲擊，其中一架無人機的部分殘骸墜落在羅馬尼亞領土。

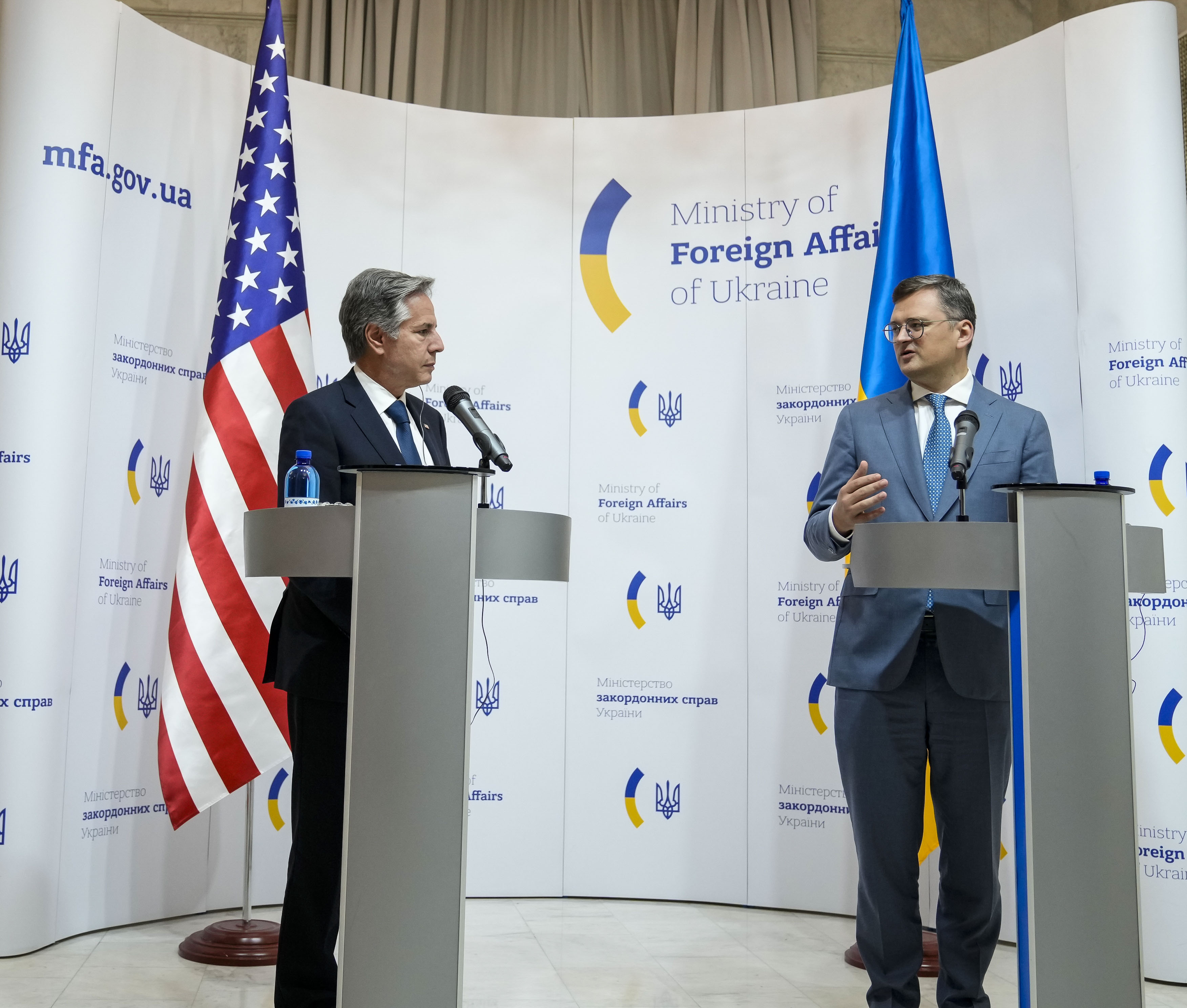
美國國務卿布林肯到訪基輔，並與烏克蘭外交部長庫列巴會面

美国国务卿布林肯访问基辅，並宣布价值10亿美元的新援助。美國國防部公布，向烏克蘭提供新一批軍事援助，價值1.75億美元，包括防空、火炮和反坦克武器，亦有受爭議的貧鈾彈。
烏克蘭第一夫人奧萊娜在基輔主持第3屆「全球第一夫人先生峰會」，多國第一夫人親身出席峰會，本屆峰會以「心理健康：未來的脆弱性和復原力」為主題，專門討論烏克蘭公民在俄羅斯發動戰爭中，日益嚴重的心理健康狀況。

## 9月7日
烏克蘭當局表示，截至7日上午9時，俄羅斯在過去一天一共襲擊10個州，至少造成19名平民死亡，48名平民受傷，141個定居點和88個基礎設施受破壞。敖德薩州長表示，俄軍使用無人機襲擊敖德薩州，破壞基礎設施，至少造成1名平民受傷。烏克蘭空軍表示，俄羅斯凌晨期間，向烏克蘭發射33架無人機，其中大部分針對敖德薩州，防空部隊擊落25架無人機。哈爾科夫州國家緊急服務局表示，哈爾科夫州分別發生2宗平民誤觸啞彈事件，合共至少造成3名平民受傷。
烏克蘭武裝部隊總參謀部表示，自全面入侵以來，俄羅斯在烏克蘭損失266,900名士兵，過去一天俄羅斯部隊有610人傷亡，累計損失4,506輛坦克、8,703輛裝甲戰車、8,217輛汽車和油箱、5,722個火炮系統、753個多發火箭發射系統、506個防空系統、315架飛機、316架直升機、4,541架無人機和19艘船隻。总参谋部亦表示，在过去24小时内，前线地区发生30多次战斗，武装部队继续向梅利托波尔方向发起进攻行动，空军、火箭炮和炮兵部队对俄军人员和装备集中区、弹药库、控制点及俄军防空系统实施打击。烏克蘭國家邊防局表示，烏克蘭邊防軍在俄羅斯邊境附近的哈爾科夫州兩個定居點斯特羅伊夫卡和托波利升起烏克蘭國旗，兩個定居點早前因地雷而無法進入。烏克蘭國民警衛隊表示，隨著烏克蘭部隊繼續在扎波羅熱州推進，俄羅斯正在從其他地區將其部隊轉移到南部前線。
俄罗斯国防部表示，过去一天中，俄军在扎波罗热、顿涅茨克、库皮扬斯克、红利曼、赫尔松等方向击退乌军进攻，打击乌军坦克、步兵战车、装甲车、美制M777火炮和其它乌军装备，防空部队击落乌军41架无人机，拦截十余枚火箭弹和导弹。
俄羅斯羅斯托夫州州長表示，防空部隊擊落2架飛越頓河畔羅斯托夫的無人機，損壞汽車，至少造成1名平民受傷。俄羅斯莫斯科市長表示，防空部隊在莫斯科東南部拉緬斯科耶上空擊落1架無人機。俄羅斯布良斯克州長表示，防空部隊在布良斯克市上空擊落3架無人機。另外，布良斯克州州長表示，布良斯克市遭到無人機襲擊，擊中一座工業設施，沒有造成人員傷亡。
俄羅斯國家通訊社「俄羅斯新聞社」報道，曾負責莫斯科防空安排的前指揮官康斯坦丁·奧金科少將因賄賂罪被捕。

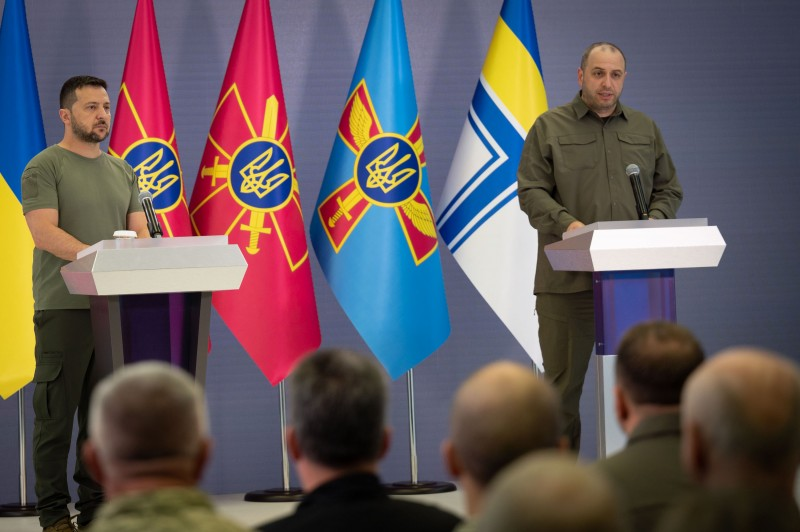
烏克蘭總統澤倫斯基與新任國防部長魯斯泰姆·烏梅羅夫

烏克蘭總統澤倫斯基向烏克蘭國防部、烏克蘭武裝部隊總參謀部及相關單位負責人，正式介紹新任國防部長魯斯泰姆·烏梅羅夫。烏克蘭駐土耳其大使表示，烏克蘭已向土耳其提交一份官方提案，在黑海恢復烏克蘭糧食出口走廊，而無需俄羅斯參與，大使稱想法合理，貨船只需穿越羅馬尼亞、保加利亞和土耳其的黑海領海，便可離開黑海。
法國國防部長表示，法國無人機製造商Delair向烏克蘭提供150多架由法國政府資助的無人機。美國國防部承诺向乌克兰提供6亿美元军事援助，包括防空裝備、高機動性火炮火箭系統的額外彈藥以及105毫米炮彈、電子戰和排雷裝置、拆除彈藥、培訓和維護支援。
非牟利組織「戰爭研究所」表示，烏克蘭反攻力量分別在扎波羅熱州西部和巴赫穆特南部成功推進，取得戰術上的進展，並成功地擊中俄羅斯部隊，烏克蘭軍隊在韋爾博韋以北推進，到達定居點的西北郊區，另外反攻部隊在巴赫穆特西南方向取得進展。
联合国教科文组织将烏克蘭境內20个地标列入文化遗产名录，联合国教科文组织希望這些地標能得到妥善保護，避免遭到襲擊。
美國財政部和英國國家犯罪局分別宣布，美國和英國聯合對俄羅斯網絡犯罪組織Trickbot的11名成員實施制裁，該組織與俄羅斯情報部門有聯繫，涉嫌攻擊反戰人士的電腦。

## 9月8日
烏克蘭當局表示，截至8日上午9時，俄羅斯在過去一天一共襲擊10個州，至少造成2名平民死亡，8名平民受傷，136個定居點和100個基礎設施受破壞。烏克蘭內政部長表示，俄羅斯對烏克蘭第聂伯羅彼得羅夫斯克州克里維里赫發動導彈襲擊，損壞14棟行政大樓、1棟宗教設施、17棟公寓樓等，至少造成1名警員死亡，74名平民受傷。國家緊急服務局地區部門表示，在蘇梅東北部，1枚俄羅斯導彈擊中一棟兩層的公寓樓，引發大規模火災，損壞20多棟房屋和8輛汽車，至少造成4名平民受傷。扎波羅熱市官員表示，俄羅斯對烏克蘭扎波羅熱市發動導彈襲擊，至少造成1名平民受傷。烏克蘭空軍表示，凌晨期間俄羅斯向烏克蘭發射20架無人機，其中16架在敖德薩和尼古拉耶夫州上空被擊落。赫爾松州州長表示，俄羅斯對兩個定居點發動空襲和迫擊炮擊，至少造成3名平民死亡，5名平民受傷。頓涅茨克州檢察官辦公室表示，俄羅斯對託列茨克附近的基羅韋發動炮擊，至少造成4名平民受傷。
烏克蘭武裝部隊總參謀部表示，自全面入侵以來，俄羅斯在烏克蘭損失267,540名士兵，過去一天俄羅斯部隊有640人傷亡，累計損失4,529輛坦克、8,726輛裝甲戰車、8,264輛汽車和油箱、5,753個火炮系統、754個多發火箭發射系統、507個防空系統、315架飛機、316架直升機、4,570架無人機和19艘船隻。總參謀部表示，烏軍繼續在梅利託波爾方向進攻，在羅博季涅以南取得進展，俄軍則在盧甘斯克州新霍利夫卡附近和頓涅茨克州阿夫迪伊夫卡方向發動未成功的襲擊，烏克蘭守軍繼續擊退俄羅斯在馬林卡方向的推進，在過去的一天中擊退10多起襲擊。烏克蘭東部部隊發言人表示，俄羅斯正在萊曼戰線方向的盧甘斯克州新赫里霍里夫卡附近集結部隊，該村是東部前線戰鬥的中心之一。烏克蘭第3突擊旅副指揮官表示，烏軍控制位於巴赫穆特以南的克利希伊夫卡超過一半的土地。
俄佔扎波罗热官员表示，俄军已在交战中击毁第二辆挑战者2型主战坦克。俄羅斯聯邦安全部門表示，拘留一名在克里米亞策劃鐵路爆炸事件的男子，當時一架無人機在克里米亞半島上空被擊落。俄佔地區開始举行地方选举，選舉一直持續至9月10日。
非牟利組織戰爭研究所表示，俄軍正在改變其通訊結構，改善資訊共享，加強前線的指揮陣地，並調整其電子戰系統，以應對烏克蘭反攻的持續推進，亦正增加炮彈和無人機的產量，希望提高精度，可以彌補炮火短缺。
烏克蘭總統澤連斯基表示，俄羅斯總統普京需要為僱傭兵組織瓦格納集團領袖普里戈任的死亡負責，直指事件令普京顯得軟弱，而且普京是騙子，不能與他妥協或對話。澤連斯基又表示，烏克蘭發現確保對俄羅斯的制裁和限制武器供應來抵擋莫斯科軍隊越來越難，如果烏軍收到更強大的武器，烏克蘭三個月的反攻將在南部和東部取得更快的進展。烏克蘭外交部發言人表示，烏克蘭反對放鬆對俄羅斯的制裁，以恢復兩國之間的糧食協議。烏克蘭國會人權專員表示，9名被俄罗斯強制驅逐或非法關押的乌克兰儿童返回家园，其中一名男孩被指控炸燬一座橋，被俄羅斯軍隊審問，並監禁在監獄一個月。
流亡的烏克蘭梅利託波爾市長表示，位於俄佔扎波羅熱波魯希市的統一俄羅斯黨總部遭當地居民放火摧毀，造成死傷。
立陶宛國防部宣佈，立陶宛已經提供150萬發彈藥，以支援烏克蘭軍隊打擊俄羅斯的侵略。丹麥武裝部隊表示，丹麥、德國和荷蘭捐贈的前10輛豹1坦克已經抵達烏克蘭，更多坦克亦正在路上。英國政府宣佈，英國軍事和安全部門將監測黑海，以阻止俄羅斯打擊從烏克蘭向發展中國家運送糧食的貨船。
歐洲理事會宣佈，對六名在俄羅斯和俄控克里米亞侵犯人權的俄羅斯個人實施制裁，包括監督俄控克里米亞的烏克蘭記者、克里米亞韃靼活動家、檢察官和法官。
國際原子能機構表示，俄佔扎波羅熱核電站周圍地區軍事活動有增加跡象，可能對該地的核安全構成威脅。

## 9月9日
烏克蘭當局表示，截至9日上午9時，俄羅斯在過去一天一共襲擊8個州，至少造成135個定居點和185個基礎設施受破壞。赫爾松州長表示，俄軍炮擊索尼亞奇內，至少造成1名平民死亡。切爾尼戈夫州檢察官辦公室表示，俄羅斯對科斯託博布里夫發動炮擊，至少造成1名平民受傷。
烏克蘭武裝部隊總參謀部表示，自全面入侵以來，俄羅斯在烏克蘭損失268,140名士兵，過去一天俄羅斯部隊有600人傷亡，累計損失4,544輛坦克、8,739輛裝甲戰車、8,298輛汽車和油箱、5,789個火炮系統、757個多發火箭發射系統、508個防空系統、315架飛機、316架直升機、4,588架無人機和19艘船隻。總參謀部亦表示，過去24小時，武裝部隊在頓涅茨克州克利希伊夫卡以南和扎波羅熱州羅博季涅以南取得進展，雙方發生26次戰鬥衝突，俄羅斯部隊發動2次導彈襲擊，29次空襲，並使用多管火箭發射器發射14枚火箭彈，盧甘斯克州有20多個定居點遭到俄羅斯炮火襲擊，扎波羅熱州有20多個定居點被擊中，頓涅茨克州超過35個定居點被擊中。烏克蘭國家抵抗中心表示，乌克兰游击队針對赫爾松州新卡霍夫卡「地區選舉」票站發動汽车爆炸襲擊，導致1名守卫投票站的俄罗斯士兵死亡。另外，游击队黑客亦入侵位於克里米亚的俄罗斯电视广播，呼吁克里米亚居民抵制选举。
俄羅斯國防部表示，9月2日至7日，俄军对乌军电子侦察装备和无人快艇生产设施进行6次打击，俄羅斯部隊在红利曼、库皮扬斯克、顿涅茨克等方向击退乌军多次进攻，並在赫尔松方向，成功防范乌方在黑海西南沿岸地区登陆，海军航空兵則在黑海水域打击载有乌方登陆人员的快艇。
俄羅斯傳媒報道報道，克里米亞辛菲羅波爾一個俄羅斯軍事基地發生大火。俄佔克里米亞官員表示，防空系統在克里米亞半島西部和西北部上空擊落三架無人機。。俄佔頓涅茨克官員表示，烏克蘭對頓涅茨克市進行炮擊，至少造成1名平民死亡，1名平民受傷。俄羅斯別爾哥羅德州州長表示，烏克蘭部隊向該州發射20多枚炮彈，導致特雷布雷諾的電力被切斷。
英國國防部表示，隨著烏克蘭部隊向羅博季涅四周推進，俄羅斯很可能從前線的其他地區重新部署部隊，這將限制俄羅斯部隊進行進攻行動的機會。英國天空新聞援引英國外交部消息報道，31歲英國公民喬丹·查德威克前往烏克蘭，加入國際軍團作戰，被發現死在烏克蘭，查德威克被發現時死在水裡，雙手被綁在背後。
非牟利組織「戰爭研究所」表示，烏克蘭在頓涅茨克至扎波羅熱州的邊境地區和扎波羅熱州西部取得進展，並，在巴赫穆特以南取得進展。
烏克蘭總統澤連斯基表示，正在實施計劃，以保護烏克蘭的能源和關鍵基礎設施，防止俄羅斯在冬天發動導彈和無人機襲擊。烏克蘭頓涅茨克州阿夫迪伊夫卡軍事管理局局長在國家電視臺表示，烏克蘭軍隊在頓涅茨克州前線城市阿夫迪伊夫卡，使用巨型氣球升起國旗，紀念該市建城245週年，阿夫迪伊夫卡幾乎被不斷炮擊摧毀，局長表示，國旗飛向頓涅茨克方向，頓涅茨克自2014年以來一直被俄羅斯佔領，俄軍曾試圖擊落國旗。烏克蘭國防部長表示，計劃引入軍事監察員一職，處理士兵的軍事需求。
羅馬尼亞國防部表示，羅馬尼亞軍方在靠近烏克蘭邊境的普勞魯附近發現另一架類似於俄羅斯軍隊使用的無人機碎片，表明侵犯北約成員國羅馬尼亞的主權領空，絕對不可接受。
非政府組織「救濟之路」表示，四人分別來自加拿大、瑞典、德國和西班牙的義工，在頓涅茨克州察蘇夫雅遭到俄羅斯炮火襲擊，造成2名義工死亡，2名義工受傷。
20國集團峰會在印度舉行，會議通過共同宣言，表示所有國家必須避免威脅或使用武力，以尋求獲取領土或侵犯任何國家的領土完整和主權或政治獨立，又指20國集團不是解決地緣政治和安全問題的平臺，但呼籲及時和有效地實施及確保立即不受阻礙地，從烏克蘭和俄羅斯交付糧食、食品和化肥。烏克蘭外交部發言人則批評20國集團在宣言中有關烏克蘭戰爭的部分，譴責在烏克蘭使用武力以獲取領土利益，但文本並未明確提及俄羅斯對烏克蘭的侵略，認為就俄羅斯對烏克蘭的侵略而言，20國集團沒有什麼值得驕傲。

## 9月10日
烏克蘭當局表示，截至10日上午9時，俄羅斯在過去一天一共襲擊10個州，至少造成127個定居點和35個基礎設施受破壞。烏克蘭基輔市長表示，俄羅斯無人機碎片落在基輔市至少四個地區，導致建築物起火，至少造成4名平民受傷。基輔市軍事管理局局長表示，烏克蘭防空部隊凌晨期間，在基輔上空擊落二十多架俄羅斯無人機，130棟住宅等遭到破壞。烏克蘭空軍表示，俄羅斯軍隊向基輔州發射33架無人機，其中26架被防空部隊擊落。哈爾科夫州長表示，靠近俄羅斯邊境的捷爾諾瓦發生誤觸地雷事件，至少造成1名平民受傷。。赫爾松軍事管理局表示，俄羅斯對赫爾松市發動襲擊，至少造成1名平民受傷。
烏克蘭武裝部隊總參謀部表示，自全面入侵以來，俄羅斯在烏克蘭損失268,630名士兵，過去一天俄羅斯部隊有490人傷亡，累計損失4,554輛坦克、8,755輛裝甲戰車、8,338輛汽車和油箱、5,811個火炮系統、760個多發火箭發射系統、509個防空系統、315架飛機、316架直升機、4,593架無人機和19艘船隻。總參謀部表示，軍隊在頓涅茨克州克利什基耶夫卡和扎波羅熱州博蒂內取得部分成功，烏軍亦繼續向梅利託波爾和巴赫穆特方向進攻，而俄羅斯在烏克蘭各地進行5次導彈襲擊和81次空襲，並使用多管火箭發射系統對烏克蘭軍事陣地和民用基礎設施發動27次攻擊，導致100多棟住宅樓和民用基礎設施被損壞或摧毀。烏克蘭南方行動司令部發言人表示，俄羅斯「非法」建造的克里米亞大橋在7月的爆炸中損壞後，仍然無法正常通行。烏克蘭軍隊塔夫里亞作戰戰略小組發言人表示，烏軍在過去24小時內，解放扎波羅熱州羅博季涅附近的1.5平方公里的領土。
俄羅斯國防部表示，防空部隊在布良斯克地區上空，擊落一架烏克蘭無人機，位於克里米亚附近的俄罗斯防空系统击落了8架乌克兰无人机，並在蛇岛东北摧毁了3艘乌克兰军用运输船。
非牟利組織「戰爭研究所」表示，烏克蘭軍隊在扎波羅熱州西部繼續進攻，並在扎波羅熱州奧裡赫夫東南18公里的新普羅科皮夫卡以東取得進展，俄羅斯則繼續在扎波羅熱州西部進行有限度反擊，並重新獲得一些失去的陣地。
流亡的烏克蘭梅利託波爾市長表示，俄羅斯在梅利託波爾市興建多個訊號塔，以竊聽居民並搜尋持不同政見者。烏克蘭軍事情報部副局長表示，超過42萬名俄羅斯士兵被部署在俄佔地區上，不包括俄羅斯國民警衛隊以及安全部隊等。烏克蘭國防部副部長表示，烏克蘭和瑞典計劃聯合生產1000輛CV90裝甲戰鬥車，並預計第一批CV90裝甲於2023年夏天投入頓涅茨克州萊曼附近的前線。
美國參謀長聯席會議主席表示，在烏克蘭天氣變差之前，烏克蘭可能有大約30至45天的反攻時間，夏季反攻使烏克蘭解放扎波羅熱和頓涅茨克州的十幾個村莊，進展比預期的慢，但烏克蘭仍在以非常穩定的速度前進。美國《華爾街日報》援引消息報道，烏軍高層預計最早將於2023年冬天在戰場中使用美國製造的F-16戰鬥機。
俄羅斯獨立媒體Mediazona與BBC俄語報道，透過訃告、親友、地區媒體和地方當局的資訊，證實在過去18個月的戰爭中，喪生的31,665名俄羅斯士兵的名字。
歐洲理事會發表聲明，強烈譴責俄羅斯聯邦在2023年9月8日至10日，在暫時佔領的烏克蘭領土上舉行的「非法虛假選舉」，公然違反國際法，進一步說明俄羅斯聯邦否認歐洲理事會所堅持的民主、人權和法治價值觀。羅馬尼亞外交部傳召俄羅斯駐羅馬尼亞大使，就俄羅斯無人機碎片墜落羅馬尼亞領土上要求負責。
韩国总统尹錫悅宣布向乌克兰提供價值23亿美元的援助。

## 9月11日

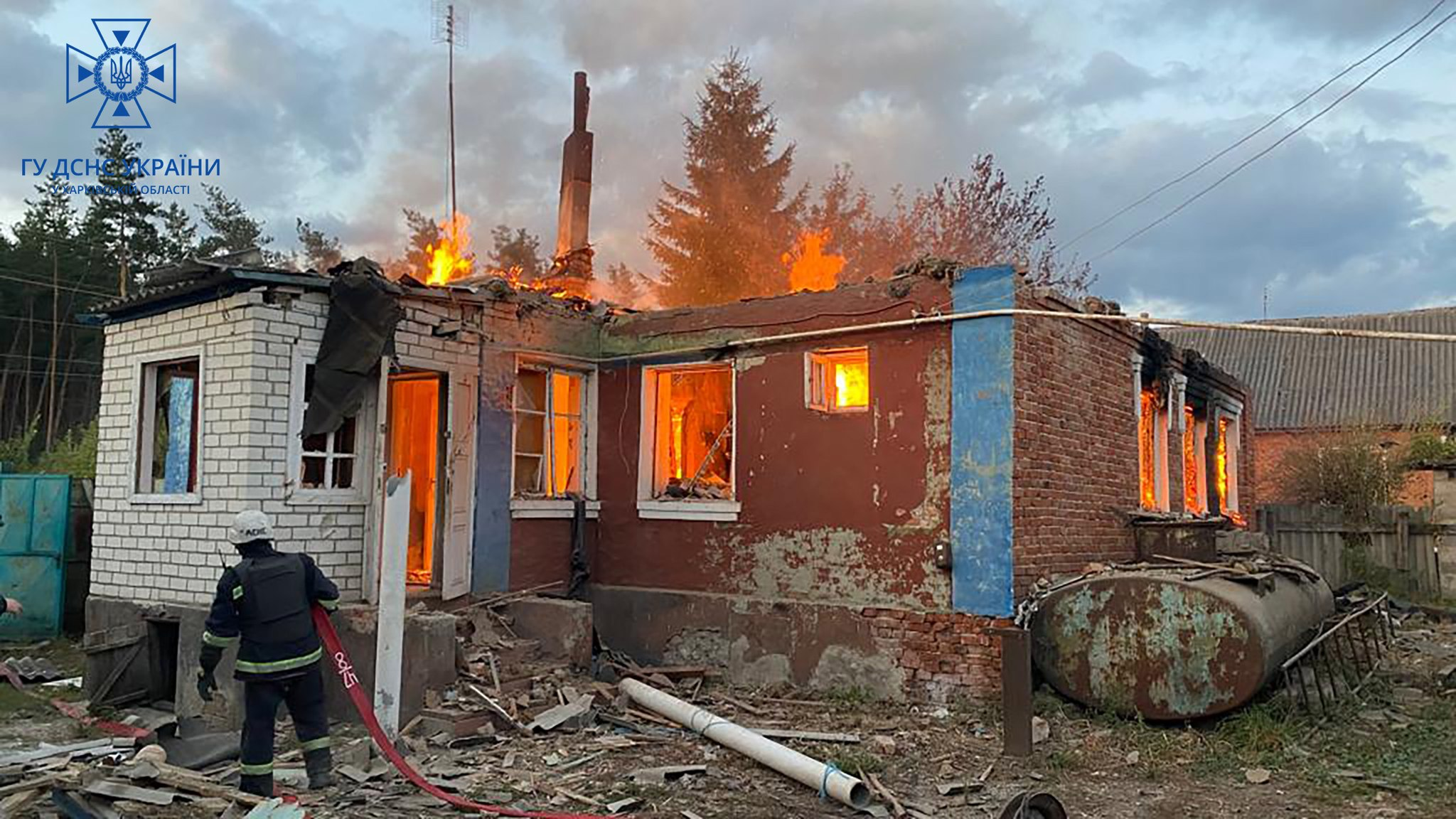
俄羅斯炮擊哈爾科夫州沃夫昌斯克後

烏克蘭當局表示，截至11日上午9時，俄羅斯在過去一天一共襲擊9個州，至少造成1名平民死亡，3名平民受傷，106個定居點和28個基礎設施受破壞。烏克蘭空軍表示，凌晨俄軍從東南部向扎波羅熱和第聶伯羅彼得羅夫斯克州發射12架攻擊無人機，全部被擊落，並在尼古拉耶夫州上空擊落1架未知型號的無人機，俄軍亦使用蘇-34或蘇-35飛機向第聶伯羅彼得羅夫斯克州發射Kh-31P反雷達導彈和Kh-59制導巡航導彈。赫爾松州長表示，俄軍對斯坦尼斯拉夫一家醫療機構發動襲擊，至少造成包括1名醫生和1名病人在內，4名平民受傷，赫爾松州政府表示，俄軍襲擊比洛澤爾卡和薩多韋，至少造成3名平民受傷。第聶伯羅彼得羅夫斯克州長表示，尼科波爾先後兩次遭到俄軍襲擊，至少造成3名平民受傷。
烏克蘭武裝部隊總參謀部表示，自全面入侵以來，俄羅斯在烏克蘭損失269,210名士兵，過去一天俄羅斯部隊有580人傷亡，累計損失4,560輛坦克、8,767輛裝甲戰車、8,370輛汽車和油箱、5,839個火炮系統、760個多發火箭發射系統、512個防空系統、315架飛機、316架直升機、4,628架無人機和19艘船隻。烏克蘭副國防部長表示，烏軍解放位於阿夫迪伊夫卡和被俄佔頓涅茨克之間奧皮特內的一部分，該處位於頓涅茨克國際機場西北約三公里處，2014年起在該處烏克蘭和俄羅斯代理部隊發生激烈的戰鬥。另外，在過去的一週，烏克蘭在頓涅茨克州新馬約爾西克附近取得進展，並在巴赫穆特以南的克里希科夫卡和安德里耶夫卡附近取得進展，在過去的七天裡，烏克蘭在南部前線取得了進展，亦在扎波羅熱州羅博季涅以南和韋爾博韋以西取得成功，在過去一週，從南部戰線奪回4.8平方公里的土地。烏克蘭軍方表示，由於災難性損失，預計俄羅斯將很快發起一場大規模的動員行動，試圖從境內和俄佔地區再招募數十萬士兵。烏克蘭副總理兼數位化轉型部部長米哈伊洛·費多羅夫表示，过去一周内，乌克蘭无人机攻击战术取得有效成果，损毁 201个俄罗斯军事装备单位，包括35辆坦克、55辆装甲车。
俄羅斯別爾哥羅德州州長表示，防空系統凌晨在別爾哥羅德地區上空擊落2架無人機，沒有傷亡報告。俄羅斯國防部表示，防空部隊在俄羅斯西部庫爾斯克地區上空擊落一架烏克蘭無人機。庫爾斯克州長表示，烏克蘭無人機先後兩次在庫爾斯克地區雷利斯克投擲爆炸裝置，沒有傷亡報告。
俄佔頓涅茨克官員表示，情報資料表明，烏克蘭軍隊正大規模地，將北約裝備、重型武器和大量烏克蘭武裝部隊人員轉移至阿夫迪伊夫卡，預計烏克蘭正準備在頓涅茨克方向發起進攻。俄羅斯武裝部隊鄂木斯克運輸機械製造企業安全中心發布片段，顯示俄罗斯开始生产升级版T-80BVM坦克。俄羅斯克里姆林宮發言人佩斯科夫在接受《俄罗斯商业咨询日报》采访时说，乌克兰仍在继续对俄发动无人机袭击，俄方当前的重点是继续开展特别军事行动直至取得胜利，而且要根除无人机威胁。
英國國防部表示，俄羅斯計劃在年底前招聘42萬名軍事合同人員，可能加劇俄羅斯勞動力短缺問題，援引經濟政策研究所指出，2023年7月，俄羅斯工人短缺已經達到42%的新高。英國國防情報局表示，烏克蘭和俄羅斯軍隊正在爭奪位於克里米亞和敖德薩之間的黑海地區具有重要戰略意義的博伊科塔地區石油和天然氣平台，特別是「佩特羅·霍多瓦萊茨」和「烏克蘭」鑽井平台，以及「塔夫里達」和「錫瓦什」自升式鑽井平台鑽井平台都已重回烏克蘭控制。英國外交部援引情報表示，俄羅斯軍方瞄準烏克蘭黑海港口敖德薩一艘懸掛賴比瑞亞國旗的民用貨船，烏克蘭防空部隊擊落所有朝該港口的俄羅斯導彈。
烏克蘭軍事情報局表示，烏克蘭軍隊已從俄羅斯手上奪回克里米亞附近多個海上鑽井平台的控制權，突擊隊成功奪回博伊科塔鑽井平台。期間，烏克蘭特種部隊在船上與一架俄羅斯SU-30戰鬥機駁火，SU-30 戰鬥機受損撤退，烏克蘭則成功奪回鑽井平台，並獲得直升機彈藥和SA-3導彈雷達系統。該平台距離俄羅斯控制的克里米亞半島相當接近，2015年起俄羅斯佔領該平台，自全面入侵之後，平台一直被莫斯科用於軍事用途。另外，烏克蘭軍事情報局發言人表示，自從俄羅斯直升機飛行員叛逃到烏克蘭的訊息傳出後，為希望向烏克蘭軍隊投降的俄羅斯士兵設立的「我想活下去」熱線電話在一天內增加70%的致電。乌克兰国防部發言人駁斥並否認外界傳言，如果俄羅斯飛行員駕駛米格戰机逃往烏克蘭，將給予飛行員200万美元的言論，但表示会有其他奖励措施。
非政府組織「戰爭研究所」表示，俄羅斯邊防部隊投訴裝備不足，對烏克蘭跨境突襲感到焦慮，幾乎所有邊防部門都投訴，缺乏足夠的數字通訊系統、偵察和打擊無人機、移動運輸和醫療用品，前線部隊示長期投訴裝備短缺。
聯合國人權事務高級專員辦事處表示，在9月1日至9月10日共記錄到292名烏克蘭平民傷亡，包括2名兒童在內55人死亡，237人受傷。自俄羅斯發動全面入侵以來，已確認的平民傷亡總數目前為9614人死亡，17535人受傷，但實際數字可能更高，具有大面積效果的武器，如火炮、火箭和導彈，造成最近94%的傷亡。
烏克蘭總統澤倫斯基接受美國有線電視新聞網採訪時表示，烏克蘭的腐敗案件不涉及外國盟提供的財政或軍事援助。當被問及是否認為可以建立一個阻止腐敗的制度時，澤倫斯基表示，他沒有其他選擇，也不想要腐敗，不想與腐敗的人有任何妥協，甚至不想對此有任何想法。另外，澤倫斯基拒絕一些外國領袖的建議，即烏克蘭應該與俄羅斯妥協，甚至放棄一些領土來結束戰爭，直言俄羅斯總統普京並不尋求妥協，而是旨在繼續對烏克蘭的戰爭，並分裂歐洲。
德國外交部長貝爾伯克訪問基輔，並與烏克蘭總統澤倫斯基和外長庫列巴會面，討論德國對烏援助，糧食出口、俄羅斯強制驅逐烏克蘭兒童以及德國對烏克蘭成為歐盟成員國的支援。德國外交部長貝爾伯克會後表示，将再向乌提供2000万欧元人道援助，2023年以来德国向乌提供的人道援助总额达到4亿欧元。烏克蘭外交部長會後表示，會上感謝德國的援助，而有關德國提供遠端金牛座導彈的談判亦取得進展。德國私營武器製造商「萊茵金屬」表示，將根據德國政府8月份的訂單向烏克蘭提供40輛貂鼠式步兵戰鬥車，使烏克蘭擁有總數達到80輛。德國智庫基爾世界經濟研究院發表研究，顯示欧洲給予乌克兰的财政援助几乎是美国的两倍。
歐洲理事會司法部長會議通過「裡加原則」，概述俄羅斯應如何對其在烏克蘭造成的損失和損害負責，各國司法部長同意，需要確保烏克蘭損害賠償登記冊的正常運作，以及俄羅斯侵略造成的損害、損失或傷害的證據和索賠記錄，登記冊應採取以受害者為中心的方法，以支援最弱勢群體，如婦女和兒童。歐盟委員會公布調查顯示，大多數歐盟公民贊成支援烏克蘭反對俄羅斯侵略的措施，包括人道主義、經濟和軍事手段，86%歐盟公民贊成歐盟繼續提供人道主義援助，71%歐盟公民支援制裁，而67%和65%歐盟公民認為歐盟應該分別支援烏克蘭走向歐洲一體化和單一市場的道路，65%歐盟公民贊成為烏克蘭提供經濟和財政支援，57%歐盟公民認為歐盟應該繼續向烏克蘭供應軍事裝備和培訓，80%歐盟公民認為歐洲應該減少對俄羅斯或中國等國家的過度依賴。

## 9月12日
烏克蘭當局表示，截至12日上午9時，俄羅斯在過去一天一共襲擊9個州，至少造成96個定居點和71個基礎設施受破壞。烏克蘭總檢察長辦公室表示，俄軍炮擊頓涅茨克州克拉斯諾霍裡夫卡和阿夫迪伊夫卡，至少造成2名平民死亡，3名平民受傷。國家緊急服務局表示，俄軍在哈爾科夫州科扎查洛潘村對國家緊急服務部隊發動襲擊，沒有傷亡報告。內政部表示，俄軍襲擊盧甘斯克州馬基伊夫卡，至少造成1名平民死亡，1名平民受傷。赫爾松州政府表示，俄羅斯襲擊薩多夫和波尼亞蒂夫卡，至少造成3名平民受傷。
烏克蘭武裝部隊總參謀部表示，自全面入侵以來，俄羅斯在烏克蘭損失269,760名士兵，過去一天俄羅斯部隊有550人傷亡，累計損失4,568輛坦克、8,778輛裝甲戰車、8,413輛汽車和油箱、5,872個火炮系統、764個多發火箭發射系統、515個防空系統、315架飛機、316架直升機、4,645架無人機和19艘船隻。烏克蘭海軍表示，烏克蘭對黑海一系列天然氣和石油鑽探平臺的重新控制，對俄羅斯在該地區的機動能力造成嚴重影響。烏克蘭軍方戰略通訊局表示，昨日烏軍對俄佔頓涅茨克的俄羅斯卡拉希尼柯夫集團生產基地進行打擊，成功摧毀柳葉刀無人機的生產廠房。
俄羅斯國家通訊社「俄羅斯新聞社」報道，克里米亞大橋在凌晨關閉一個小時，及後恢復通行。
烏克蘭總統澤連斯基表示，已經運用總統否決權，否決議會早前通過的恢復官員資產申報法案，法案屬於加入歐盟談判的核心反腐敗措施，但當中允許官員在一年後才公開資產申報，引致國內外反對。對此，澤連斯基亦表示，資產申報必須是公開和立刻，並公布新版資產申報法案，要求即時公開部分政府官員的資產申報。另外，澤連斯基簽署法令，審查自俄羅斯全面入侵開始以來，軍事醫療委員會所有關於殘疾或不合乎服兵役的裁定。烏克蘭國營航空器製造公司「安東諾夫」表示，正在轉向生產無人機，以應對全面入侵。
俄羅斯總統普京出席在符拉迪沃斯托克舉行的東方經濟論壇並表示，俄軍已經補充57萬人員，在2022年秋季動員行動中，召集30萬名應徵入伍者，在過去的六至七個月內，有27萬人自願報名，平均每天多達1500人。另外，普京在問答環節上直接談到「特別軍事行動」，直指烏克蘭的反攻沒有取得任何進展，更指責英國特工參與訓練烏克蘭破壞者對俄羅斯基礎設施發動襲擊，又指烏克蘭部隊部署使用貧鈾的集束彈藥和軍備屬犯罪，亦表示相信烏克蘭在資源接近耗盡時會尋求和平談判。
美國空軍邁克爾·A·洛赫將軍表示，第一批烏克蘭飛行員會在年底完成F-16戰鬥機的初步訓練，但仍需要更長的時間才能投入戰鬥。丹麥國防部表示，丹麥將向烏克蘭提供價值8.33億美元的軍事援助計劃，包括坦克、步兵戰車、坦克彈藥和高射炮。
瑞典電臺「Ekot」援引政府訊息報道，瑞典政府將指示軍隊研究向烏克蘭提供JAS 39獅鷲戰鬥機的可能性，包括瞭解如何影響瑞典的防禦能力，以及解決烏克蘭飛行員和其他人員的培訓問題。
英國「路透社」援引外交消息人士報道，歐盟不會延長對三名俄羅斯商人的制裁，包括ESN集團董事長格里戈里·別列茲金、億萬富翁發克漢・阿克梅多夫和俄羅斯電子商務公司Ozon前負責人亞歷山大·舒爾金，三人均因俄羅斯入侵烏克蘭遭歐盟制裁。
七個集團成員國外交部長發表聯合聲明，譴責俄羅斯在烏克蘭臨時被佔領土舉行非法和虛假選舉，俄羅斯採取此類行動沒有合法依據，只是一種宣傳活動，旨在使俄羅斯非法奪取烏克蘭領土合法化。
非政府组织「拯救乌克兰」表示，成功在俄佔烏克蘭地區救出13名儿童，並且已經歸還給其親人。

## 9月13日

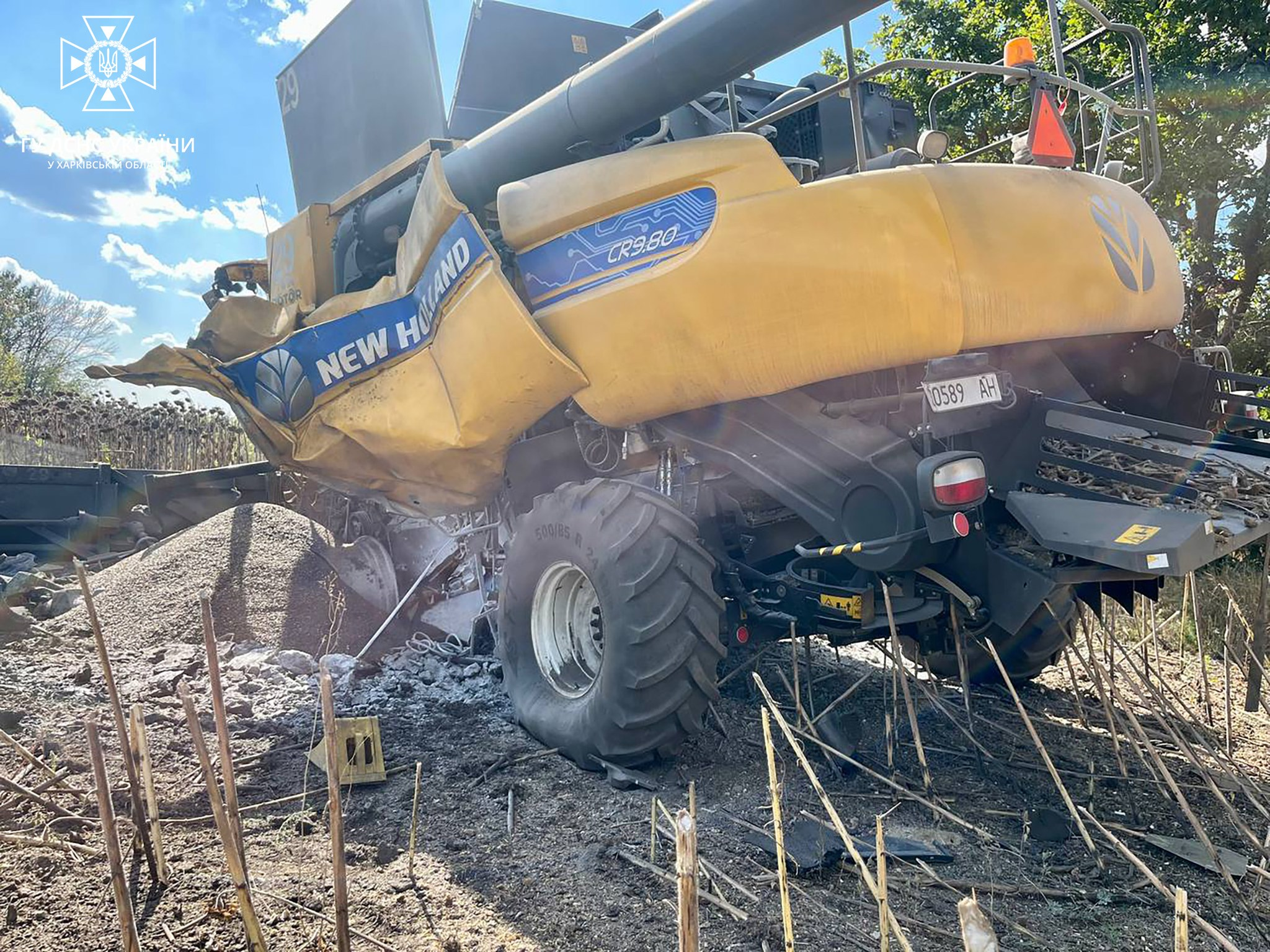
烏克蘭哈爾科夫州一名農民駕駛收割機時誤觸俄羅斯地雷受傷

烏克蘭當局表示，截至13日上午9時，俄羅斯在過去一天一共襲擊9個州，至少造成3名平民死亡，15名平民受傷，128個定居點和110個基礎設施受破壞。烏克蘭空軍表示，凌晨俄軍發射44架無人機，主要是針對敖德薩州港口，南方行動司令部表示，32架無人機被擊落。另外，蘇梅州軍事管理局亦表示，擊落3架無人機。敖德薩州長表示，俄軍對伊茲梅爾地區發動無人機襲擊，至少造成6名平民受傷，並破壞港口和其他民用基礎設施。

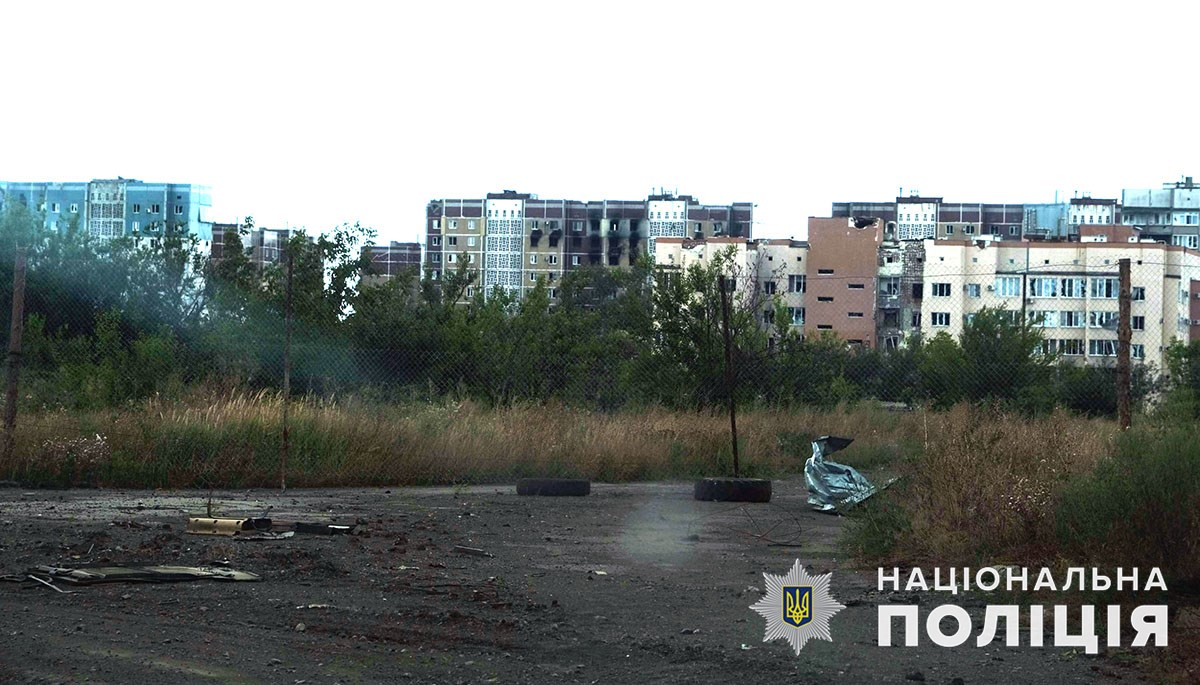
烏克蘭頓涅茨克州武赫萊達爾市的房屋在城市戰鬥中受損，該市仍有159人居住

烏克蘭武裝部隊總參謀部表示，自全面入侵以來，俄羅斯在烏克蘭損失270,350名士兵，過去一天俄羅斯部隊有590人傷亡，累計損失4,584輛坦克、8,792輛裝甲戰車、8,444輛汽車和油箱、5,902個火炮系統、766個多發火箭發射系統、517個防空系統、315架飛機、316架直升機、4,650架無人機和19艘船隻。乌克兰第3独立突击旅公布一段8月初拍攝的片段，顯示烏軍在巴赫穆特附近摧毁一辆俄軍T-90A坦克。
俄羅斯國家通訊社報道，克里米亞大橋在凌晨暫時關閉。俄佔顿涅茨克一家法院指控两名亚速团成员在马里乌波尔围城战期间犯下战争罪，判处29年监禁。
俄佔塞瓦斯托波尔官員表示，塞瓦斯托波爾塞夫莫爾扎沃德南部发生爆炸，懷疑遭到导弹袭击，至少造成24名平民受傷。俄羅斯國防部表示，兩艘在塞夫莫爾扎沃德維修設施維修的船隻因襲擊而受損，其後，俄羅斯國防部表示，烏克蘭合共用10枚巡航導彈和3艘無人艇發動襲擊。烏克蘭軍事情報局則表示，對俄羅斯黑海艦隊所在地塞瓦斯托波爾港發動襲擊，擊中明斯克號大型登陸艦及頓河畔羅斯托夫號潛艇。英國天空新聞援引烏克蘭和西方訊息報道，烏克蘭使用暴風影導彈襲擊塞瓦斯托波爾的俄羅斯海軍造船廠。
烏克蘭總理什米加爾在政府會議上表示，烏克蘭能源設施應對即將到來的冬季襲擊的準備工作已進入最後階段，全國84%的供暖網路、78%的中央供暖站、80%以上的住宅以及86%的學校、幼兒園和醫院都已經做好過冬的準備，政府的目標是在冬季開始前讓25個熱電站和9個核電站做好發電準備。烏克蘭基礎設施部長表示，自7月18日以來，俄羅斯對烏克蘭港口的襲擊，已經損壞105個港口基礎設施，期間烏克蘭糧食出口每月減少近300萬噸。流亡的烏克蘭扎波羅熱州梅利託波爾市長表示，俄軍已經開始加強在俄佔扎波羅熱地區的第三道防線，包括在距離前線約15公里的波魯希興建新戰壕，以及在托克馬克附近設置反坦克障礙物和路障。
羅馬尼亞國防部譴責俄羅斯對烏克蘭多瑙河港口的襲擊，在襲擊後羅馬尼亞境內發現俄羅斯無人機碎片。羅馬尼亞外交部表示，羅馬尼亞在領土上發現更多俄羅斯無人機碎片，已傳召俄羅斯駐羅馬尼亞大使，並正與北約盟國密切磋商。
北韓領袖金正恩到訪俄羅斯，在俄羅斯阿穆爾州與總統普京會面。期間，金正恩表示確信俄羅斯軍隊和人民能夠戰勝「邪惡」，承諾支援俄羅斯的所有決定，打擊帝國主義。普京則表示，願意協助北韓研發衛星。
歐盟委員會主席馮德萊恩表示，自2022年獲得候選國地位以來，烏克蘭在加入歐盟方面取得巨大進展，歐盟亦將繼續持久支援。歐洲議會通過決議，正式確定白俄羅斯總統盧卡申科促成俄羅斯對烏克蘭的不公正侵略戰爭，對對烏克蘭造成的破壞和損害負有直接責任，亦俄羅斯總統普京戰爭罪的幫助犯。
德國政府表示，將向烏克蘭提供最新的軍事援助，包括20輛貂鼠式步兵戰鬥車、偵察和監視裝置、彈藥和其他援助。
美國國防部監察長辦公室表示，已經向基輔派遣人員，評估美國軍事援助的使用情況。

## 9月14日
烏克蘭當局表示，截至14日上午9時，俄羅斯在過去一天一共襲擊9個州，至少造成138個定居點和74個基礎設施受破壞。烏克蘭空軍表示，凌晨俄軍向尼古拉耶夫州、第聶伯羅彼得羅夫斯克州、扎波羅熱州和蘇梅州方向發射22架無人機，烏軍擊落其中17架。赫爾松州地方檢察官辦公室表示，俄軍炮擊新德米特里夫卡，至少造成1名六歲男孩死亡，6名平民受傷，包括1名兒童。另外，赫爾松州政府表示，俄軍襲擊尼古拉耶夫卡，至少造成2名平民受傷。扎波羅熱州長表示，俄羅斯炮擊普列奧布拉任卡，至少造成1名平民受傷。頓涅茨克州長表示，俄羅斯炮擊克拉斯諾霍裡夫卡，至少造成1名平民受傷。
烏克蘭武裝部隊總參謀部表示，自全面入侵以來，俄羅斯在烏克蘭損失270,970名士兵，過去一天俄羅斯部隊有620人傷亡，累計損失4,599輛坦克、8,810輛裝甲戰車、8,458輛汽車和油箱、5,944個火炮系統、769個多發火箭發射系統、517個防空系統、315架飛機、316架直升機、4,697架無人機、20艘船隻和1艘潛艇。烏克蘭國家安全局和烏克蘭海軍表示，使用無人機和海王星導彈對被佔領的克里米亞葉夫帕托里亞進行襲擊，摧毀一套S-400防空系統以及S-300防空系統。烏克蘭軍方戰略通訊局表示，烏克蘭軍隊於上午襲擊2艘俄羅斯巡邏艦，其中包括瓦西里·畢可夫號巡邏艦，導致巡邏艦受損。
俄羅斯國防部表示，防空部隊在克里米亞上空擊落11架無人機，另有5架烏克蘭無人艇試圖襲擊一艘在黑海巡邏的俄羅斯軍艦「謝爾蓋·科托夫」號巡邏艦，全部無人艇被巡邏艦擊退。俄羅斯庫爾斯克州長表示，烏克蘭跨境炮擊庫爾斯克州喬特基諾，至少造成1名平民死亡。
烏克蘭總統澤連斯基在猶太新年前夕會見來自烏克蘭各地的猶太拉比和烏克蘭軍隊中的猶太裔士兵，並表示只有烏克蘭的勝利才能帶來和平，感謝猶太社群在俄羅斯全面入侵期間的支援。烏克蘭總檢察長辦公室表示，調查人員已經確認4名俄羅斯士兵的身份，涉嫌在2022年2月基輔州布查鎮殺害1名超市保安，其中2人是俄羅斯第76近衛空降突擊師指揮官。另外，總檢察長宣佈，國際刑事法院在基輔開設辦事處，提高應對俄羅斯每天對烏克蘭和烏克蘭人犯下的罪行的有效性和效率。烏克蘭赫爾松州軍事委員會下令強制疏散31個定居點的有孩子的家庭。
非政府組織「戰爭研究所」表示，俄羅斯第247近衛空中突擊團指揮官彼得·彼得羅維奇·波波夫上校在烏克蘭的戰鬥中陣亡，是第247近衛空中突擊團第二位陣亡的指揮官。
瑞典國防部長表示，瑞典將為烏克蘭飛行員提供JAS 39獅鷲戰鬥機培訓，包括飛機飛行、模擬器和地面人員指導，培訓結果有助於瑞典政府決定是否向烏克蘭提供JAS 39獅鷲戰鬥機。
烏克蘭外交部表示，歐洲國家從9月15日起延長對烏克蘭食品進口限制是非法的，並損害共同的經濟利益。歐盟在5月份實施的限制，允許波蘭、保加利亞、匈牙利、羅馬尼亞和斯洛伐克禁止烏克蘭小麥、玉米、油菜籽和葵花籽在國內銷售，同時允許此類貨物過境出口到其他地方，限制將於9月15日到期，但包括匈牙利、波兰和斯洛伐克在內的國家表明將繼續實施禁令。保加利亚议会同意于9月15日后解除对乌克兰谷物的进口禁令，而且保加利亚将在欧盟采取反对延长禁运的立场。
英國廣播公司援引西方國防消息報道，2022年9月一架載有30名機組人員的英國皇家空軍波音RC-135偵察機，在國際空域執行監視任務時，遭到2架俄羅斯蘇-27戰鬥機攔截，其中一架蘇-27戰鬥機先後發射2枚空對空導彈，但並未擊中或發射失敗。英國前首相約翰遜呼籲西方合作伙伴停止對軍事援助的「拖拖拉拉」，加快向烏克蘭交付武器，烏克蘭主要需要行動式防空系統、愛國者防空系統以及遠端導彈和火炮，其中烏克蘭需要大約200枚導彈，但美國有數千枚導彈，但亦不加快交付。
美國總統拜登表示，已任命前商務部長潘妮·普利茨克擔任烏克蘭經濟復甦特別代表，協助調動公共和私人投資，確定捐助者的優先事項，並努力協助和開放出口市場以及因俄羅斯的野蠻攻擊和破壞而關閉的企業。美國財政部和國務院將5家土耳其公司列入黑名單，其中3家土耳其公司因向包括無人機生產商在內的俄羅斯國防相關製造商提供零件和技術裝置而受到制裁，另外2家土耳其公司，以及其中1家公司的擁有者，因向俄羅斯國防部門控制或參與的船隻提供船舶維修服務而遭到制裁。另外，美國財政部宣佈，對俄羅斯的精英和工業基地、金融機構和技術供應商實施約100項額外制裁。此外，美國政府表示，將透過世界銀行烏克蘭和平專案，向基輔提供約10億英鎊，集中在幫助弱勢群體以及幫助維持關鍵公共服務的人。歐盟撤銷此前對3位俄羅斯商人實施的制裁。
俄羅斯莫斯科大劇院負責人表示，任何公開反對特別軍事行動的導演所製作的劇目會被下架。
羅馬尼亞政府表示，因应俄罗斯无人机袭击乌克兰多瑙河港口可能對羅馬尼亞造成的影響，禁止飞行高度低于4,000米的飞机在距離羅馬尼亞-烏克蘭邊境30公里范围内的地區內飛行。

## 9月15日
烏克蘭當局表示，截至15日上午9時，俄羅斯在過去一天一共襲擊10個州，至少造成1名平民死亡，8名平民受傷，141個定居點和56個基礎設施受破壞。烏克蘭空軍表示，俄軍凌晨向赫梅利尼茨基州方向發射17架無人機，全部被擊落。空軍發言人表示，襲擊針對駐紮在赫梅利尼茨基州斯達科斯坦尼夫空軍基地的第7戰術航空旅的Su-24飛機，以回應早前對塞瓦斯托波爾俄羅斯造船廠的襲擊。扎波羅熱州州長表示，俄羅斯空襲奧裡赫夫，至少造成2名平民受傷。

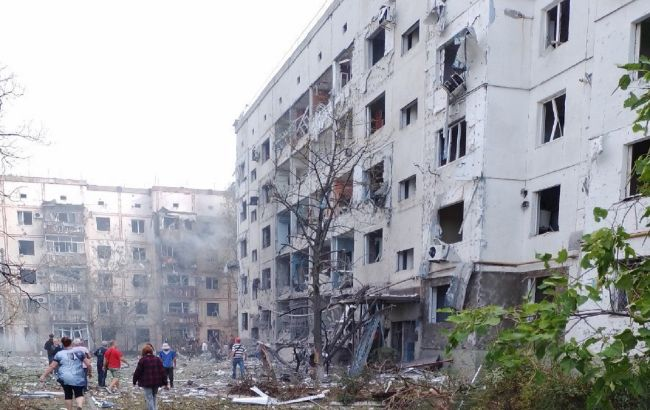
俄羅斯軍隊打算向烏克蘭控制的第聶伯羅河右岸發射導彈，但發射失敗偏離方向，擊中俄佔赫爾松新卡霍夫卡一個居民區，造成傷亡和破壞。

烏克蘭武裝部隊總參謀部表示，自全面入侵以來，俄羅斯在烏克蘭損失271,440名士兵，過去一天俄羅斯部隊有470人傷亡，累計損失4,612輛坦克、8,814輛裝甲戰車、8,492輛汽車和油箱、5,972個火炮系統、774個多發火箭發射系統、521個防空系統、315架飛機、316架直升機、4,714架無人機、20艘船隻和1艘潛艇。總參謀部表示，烏克蘭解放位於頓涅茨克州巴赫穆特以南的安德里夫卡。烏克蘭南方作戰司令部發言人表示，俄軍打算向烏克蘭控制的第聶伯羅河右岸發射導彈，但發射失敗偏離方向，擊中俄佔赫爾松新卡霍夫卡一個居民區，造成傷亡和破壞。烏克蘭國家安全局表示，使用綽號為「海上嬰兒」的無人艇襲擊一艘攜帶導彈的俄羅斯波拉級氣墊船薩穆號護衛艦，無人艇成功擊中護衛艦後部右側，造成重大損壞。另外，烏克蘭國家安全局發言人表示，俄羅斯車臣領導人拉姆贊·卡德羅夫患上重病，而且情況危急。
俄羅斯國防部表示，部隊在黑海西南部摧毀2架烏克蘭無人艇。
英國國防部表示，早前烏克蘭襲擊俄佔塞瓦斯托波爾塞夫莫爾扎沃德的造船廠，擊中明斯克號大型登陸艦及頓河畔羅斯托夫號潛艇，根據開源證據，頓河畔羅斯托夫號潛艇可能遭受「災難性」破壞，而明斯克號大型登陸艦幾乎肯定被「功能性」摧毀，修復工作可能需要數年和數億美元。
烏克蘭總檢察長辦公室表示，俄羅斯對烏克蘭的全面戰爭，導致504名兒童死亡，1123名兒童受傷，實際數字可能更高。烏克蘭戰俘待遇協調總部表示，與烏克蘭武裝部隊總參謀部軍民合作司和內政部失蹤人員司合作，成功在俄佔地區尋回51名烏克蘭士兵遺體。
烏克蘭總理什米加爾表示，烏克蘭政府批准2024年預算草案，赤字定額超過400億美元，預算草案在安全和國防方面的支出約為456億美元，比今年增加30億美元，佔2024年所有撥款的一半以上，明年國家預算支出總額約為840億美元，安全和國防方面的支出主要用於賺買更多的武器和裝備，包括無人機、彈藥、導彈，亦與2023年一樣，公民和企業的稅收都將用於支援安全和國防部隊，國防和安全支出之後是社會、醫藥和教育支出，以及支援退伍軍人，另一個預算優先事項是烏克蘭經濟的復甦，預算草案有待烏克蘭議會批准。
烏克蘭國家安全局表示，搜查親俄國會議員舒夫里奇的住所，並指控舒夫里奇涉嫌叛國。另外，國家安全局表示，拘捕一名前律師兼網紅，因涉嫌鼓吹暴力更換政府，釋出關於總統辦公室負責人安德里·葉爾馬克的影片，並稱葉爾馬克為俄羅斯聯邦安全局中將，違反《烏克蘭刑法典》第109條，公開呼籲暴力推翻政府，以及分發呼籲採取此類行動的材料。烏克蘭基輔市政府表示，已經拆除基輔加利西亞廣場的勝利紀念碑上的蘇聯標誌，包括在紀念碑的側面移除紅星和俄語註釋，並將紀念碑上的日期由「1941年」改為「1939年」，主要是烏克蘭歷史學家認為1939年才是第二次世界大戰正式開始的一年。
非營利智庫「戰爭研究所」表示，俄羅斯國家杜馬議員兼前軍事指揮官安德烈·古魯列夫在社交網站表示，俄羅斯政府內部的撒謊文化，阻礙俄羅斯在烏克蘭取得勝利，直指軍方內部的謊言和虛假報道，導致許多不同層次的錯誤決定。
聯合國教科文組織表示，由於受到戰爭影響，圣索菲亚主教座堂、基輔洞窟修道院、利沃夫舊城被列入濒危世界遗产名录。
比利時國防部長表示，比利時已確認加入烏克蘭「戰機國際聯盟」，協助訓練烏克蘭人員駕駛F-16戰鬥機。
美國國家安全顧問蘇利文表示，烏克蘭總統澤倫斯基出席聯合國大會後，將於9月21日訪問美國華盛頓，並與總統拜登會面。
歐盟委員會表示，烏克蘭糧食產品進口禁令已經在9月15日中止。波蘭政府發言人隨即表示，波蘭將單方面延長限制。匈牙利農業部長表示，匈牙利決定繼續實施禁令，捍衛匈牙利農民的利益。斯洛伐克政府亦表示，將繼續禁止烏克蘭糧食進口，防止對斯洛伐克市場的過度壓力，以便對國內農民保持公平。
俄羅斯總統普京表示俄从未拒绝与乌克兰谈判，可是没听到对方有任何说法。

## 9月16日
烏克蘭當局表示，截至16日上午9時，俄羅斯在過去一天一共襲擊9個州，至少造成96個定居點和29個基礎設施受破壞。哈爾科夫州長表示，俄軍向霍洛德諾希爾斯基發射5枚S-300導彈，至少造成5名平民受傷。內政部表示，在現場發現9K720伊斯坎德爾導彈導彈碎片，內政部亦表示，俄羅斯炮擊哈爾科夫州庫皮揚斯克彼得羅巴甫利夫卡，至少造成1名平民受傷，俄軍亦向位於烏俄邊境附近的斯特里列恰開火．至少造成2名平民死亡，1名平民受傷。總檢察長辦公室表示，俄軍炮擊伯斯萊夫，至少1名平民受傷。
烏克蘭武裝部隊總參謀部表示，自全面入侵以來，俄羅斯在烏克蘭損失271,790名士兵，過去一天俄羅斯部隊有350人傷亡，累計損失4,616輛坦克、8,824輛裝甲戰車、8,525輛汽車和油箱、5,988個火炮系統、774個多發火箭發射系統、521個防空系統、315架飛機、316架直升機、4,738架無人機、20艘船隻和1艘潛艇。烏克蘭海軍負責人表示，俄羅斯海軍將早前被烏軍擊中多艘的艦艇，由黑海移入亞速海。
俄羅斯國防部表示，凌晨在特維爾州和卡盧加州上空擊落2架無人機。
俄羅斯國防部否認烏克蘭聲稱奪回頓涅茨克東部村莊安德里伊夫卡，但表示，烏克蘭繼續進行進攻行動，試圖將俄軍趕出克利什基耶夫卡和安德里伊夫卡，但沒有成功。俄佔克里米亞行政當局和克里米亞議會議長表示，計劃出售約100項原屬於烏克蘭的財產，大部分原屬於烏克蘭政商界人士，俄羅斯吞併後遭國有化，當中包含烏克蘭總統澤倫斯基的一項物業。
英國國防部表示，根據公開來源資料顯示，自4月以來，俄軍減少使用巡航導彈攻擊烏克蘭，表明俄羅斯可能正積累大量導彈儲備，用於今年冬天對烏克蘭能源關鍵基礎設施發動攻擊。
美國國務卿布林肯遭記者提問，美國對向烏克蘭提供MGM-140 陸軍戰術導彈系統問題上猶豫不決，是否因為擔心基輔會利用它們攻擊俄羅斯本土時表示，雖然華盛頓不鼓勵或允許烏克蘭在俄羅斯本土使用美國提供的武器，但基本上由基輔決定如何使用這些武器。美國國防部副部長表示，美國已向烏克蘭軍隊提供工業尺寸的3D印表機，用於列印戰場裝備的備件。美國《福布斯》報道，截至8月24日，俄羅斯在全面入侵上花費1670億美元，其中烏克蘭摧毀價值約340億美元的俄羅斯裝備，數字俄羅斯因國際制裁而造成的經濟損失，最大的支出用於軍隊供應耗資513億美元，其次是軍人工資為351億美元，對陣亡士兵家屬的賠償為210億美元，在盧布貶值後，每位士兵的預算支出從每天200美元大幅下降到120美元。
烏克蘭總統澤倫斯基表示，烏克蘭正在籌備論壇，邀請世界各地的國防工業代表出席，當中來自21個國家的86名國防承包商已確認將參加今年秋天舉行的論壇。烏克蘭內政部和切爾卡瑟州州長表示，15至17日是猶太新年，已有約22,000名哈西迪猶太教信眾抵達切爾卡瑟州烏曼參拜，當地為哈西迪猶太教發源地之一，其中大部分信眾來自以色列、美國和一些歐洲國家，當地安排約有1,000名執法人員確保慶祝活動的安全，並準備額外24個避難所，包括安裝混凝土的移動避難所，以色列警方亦在現場協助採取安全措施。
烏克蘭基輔市長表示，德國公司「量子系統」將為基輔提供100架下一代戰術無人機，無人機將被移交到前線。烏克蘭副總理兼數碼化轉型部長表示，與去年相比，烏克蘭今年的無人機產量已經增長100倍，預計今年將增加120-140倍。
烏克蘭基礎設施部長表示，兩艘懸掛帕勞國旗的貨船，「彈性非洲」號和「阿羅亞特」號目前位於烏克蘭多瑙河三角洲和敖德薩之間，並確認準備使用烏克蘭方面開通的貨運通道，通往切爾諾莫斯克港，為非洲和亞洲裝載近2萬噸小麥，小麥將運往埃及和以色列。

## 9月17日

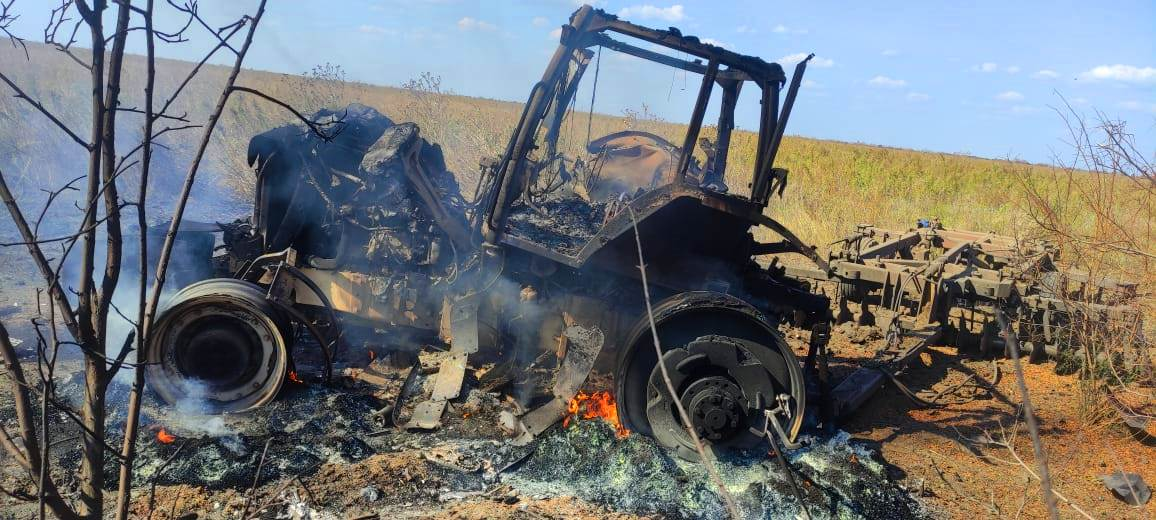
烏克蘭赫爾松州南部發生誤觸俄羅斯地雷事件

烏克蘭當局表示，截至17日上午9時，俄羅斯在過去一天一共襲擊10個州，至少造成130個定居點和51個基礎設施受破壞。烏克蘭空軍表示，烏軍擊落俄羅斯針對敖德薩州南部發射的16枚導彈和12架無人機，部分導彈沒有被擊落，擊中敖德薩州民用農業企業的土地。另外，敖德薩州長表示，別列季夫卡地區的糧食倉庫和其他農業基礎設施遭到襲擊，防空部隊擊落2架無人機和5枚導彈。哈爾科夫州長表示，凌晨俄軍發射4枚S-300導彈，擊中哈爾科夫市的一家民用企業，引起大火，沒有傷亡報告。另外，總檢察長辦公室表示，俄軍炮擊哈爾科夫州庫皮揚斯克波多利，擊中一棟公寓樓。赫爾松州地方當局表示，凌晨俄軍炮轟米基利斯凱，擊中一家醫療設施，沒有傷亡報告。另外，赫爾松州州長表示，赫爾松州南部發生誤觸俄羅斯地雷事件，至少造成1名平民死亡，1名平民受傷。此外，赫爾松州軍事管理局表示，俄羅斯炮擊赫爾松州薩多夫，至少造成1名警察受傷。蘇梅州軍事管理局表示，俄軍炮擊維利科皮薩羅夫斯卡的民用基礎設施，至少造成1名平民死亡，1名平民受傷。
烏克蘭武裝部隊總參謀部表示，自全面入侵以來，俄羅斯在烏克蘭損失272,320名士兵，過去一天俄羅斯部隊有530人傷亡，累計損失4,620輛坦克、8,828輛裝甲戰車、8,537輛汽車和油箱、6,003個火炮系統、776個多發火箭發射系統、523個防空系統、315架飛機、316架直升機、4,742架無人機、20艘船隻和1艘潛艇。烏克蘭東部部隊發言人表示，俄羅斯在頓涅茨克州巴赫穆特附近地區集中52,000名士兵和大約274輛坦克、1000多輛裝甲戰車、150門火炮系統和120多管發射火箭系統，而烏軍正在巴赫穆特的南翼推進，將俄軍趕出以前佔領的陣地。烏克蘭軍隊發言人表示，由烏克蘭警察組建並由國民警衛隊，成功解放俄佔頓涅茨克州巴赫穆特以南僅五公里的克利希伊夫卡。
俄羅斯國防部表示，表示在克里米亞半島西北部和東部上空擊落4架無人機，並在莫斯科州上空擊落1架無人機，沒有任何傷亡報告。俄羅斯奧廖爾州長表示，奧廖爾市一個油庫遭到無人機攻擊，引發大火。俄羅斯傳媒報道，俄佔克里米亞港口城市塞瓦斯托波爾發生爆炸。
流亡的烏克蘭扎波羅熱州梅利波爾市長表示，俄佔扎波羅熱東南部的託克馬克市發生巨大爆炸。
英國國防部表示，俄軍加強東南部俄佔扎波羅熱託克馬克鎮周圍的防禦，增加更多檢查站、反坦克尖刺和戰壕，該地區距離前線16公里，距離被佔領的梅利託波爾東北約60公里，可能會成為俄羅斯第二道防線的關鍵。
非營利智庫「戰爭研究所」表示，俄羅斯車臣領導人拉姆贊·卡德羅夫健康狀況，令俄羅斯總統普京感到擔憂，車臣政權的不穩定，嚴重影響普京的管治。
烏克蘭總統澤連斯基接受美國哥倫比亞廣播公司訪問時表示，烏克蘭和俄羅斯每天在前線發射4萬枚炮彈，前線延伸1000多公里，前線局勢困難，但重要的是每天都在向前邁進，解放領土。烏克蘭情報部門主管表示，向俄羅斯發射無人機的三個主要目標，包括俄羅斯防空系統，軍事運輸和轟炸機和軍事生產設施，務求令俄羅斯從舒適區中移除。烏克蘭國家抵抗中心表示，俄羅斯克里姆林宮與北韓達成協議，將北韓工人送到烏克蘭東部俄佔地區，參與城市建設。
北約秘書長斯托爾滕貝格表示，預計俄羅斯在烏克蘭的戰爭不會很快結束，戰爭比預期的要長，我們必須為烏克蘭的長期戰爭做好準備，每個人都想要快速地得到和平，但有必要明白，如果烏克蘭人和總統澤連斯基停止戰鬥，烏克蘭將不復存在，但如果俄羅斯總統普京放下武器，我們將獲得和平，結束戰爭的最簡單方法是普京撤軍，斯托爾滕貝格亦表示，毫無疑問烏克蘭最終將成為北約成員國。
加拿大國防部長宣佈，加拿大將與英國合作伙伴合作，提供2440萬美元，向烏克蘭提供急需的防空裝置，為烏克蘭提供數百枚中短程防空導彈和相關系統。

## 9月18日
烏克蘭當局表示，截至18日上午9時，俄羅斯在過去一天一共襲擊11個州，至少造成100個定居點和65個基礎設施受破壞。烏克蘭空軍表示，擊落俄軍發射的所有17枚巡航導彈以及24架無人機，其中防空部隊擊落18架。赫爾松州長表示，俄軍對伯斯萊夫一個汽車站發動無人機襲擊，至少造成4名平民受傷。另外，州長表示，全日俄羅斯對赫爾松州的襲擊，至少造成3名平民死亡，11名平民受傷，其中赫爾松市全日遭到11次襲擊。頓涅茨克州軍事管理局表示，俄軍凌晨炮擊阿夫迪伊夫卡，至少造成1名平民死亡。另外，軍事管理局表示，全日俄羅斯對頓涅茨克州的襲擊，至少造成2名平民死亡，4名平民受傷。哈爾科夫市長表示，俄軍對哈爾科夫市中心發動導彈襲擊，擊中一個工業區，尚未有傷亡報告。
烏克蘭武裝部隊總參謀部表示，自全面入侵以來，俄羅斯在烏克蘭損失272,940名士兵，過去一天俄羅斯部隊有620人傷亡，累計損失4,623輛坦克、8,834輛裝甲戰車、8,571輛汽車和油箱、6,027個火炮系統、776個多發火箭發射系統、523個防空系統、4,742架無人機、20艘船隻和1艘潛艇等。烏克蘭地面部隊指揮官亚历山大·瑟尔斯基表示，烏克蘭成功突破頓涅茨克州巴赫穆特附近的俄羅斯防線，其中，巴赫穆特至霍尔利夫卡的俄軍防线被乌军突破，俄军第72摩托化步兵旅、第31空中突击旅和第83空中突击旅在战斗中遭到嚴重損失并丧失戰鬥能力，俄羅斯則繼續反擊，並試圖奪回早前失去的陣地，亦在庫皮揚斯克和萊曼方向發動進攻行動，東部戰場局勢仍然困難。烏克蘭國防部副部長表示，乌军在过去一周重新夺回巴赫穆特周围2平方公里的领土和南部战线5.2平方公里的领土。
俄佔頓涅茨克官員表示，烏克蘭襲擊俄佔頓涅茨克市中心，擊中政府大樓和民用基礎設施，暫時未有傷亡報告。俄羅斯官方媒體報道，俄羅斯防空系統在別爾哥羅德州上空擊落3個飛行目標。另外，俄羅斯別爾哥羅德州州長表示，烏克蘭炮擊別爾哥羅德州後，格洛沃和貝西梅諾的電力供應被切斷，沒有人員傷亡。
俄羅斯聯邦安全局表示，逮捕2名屬於俄羅斯自由軍團的男子，涉嫌計劃襲擊羅斯托夫一棟行政大樓，發現4枚莫洛託夫雞尾酒。
烏克蘭總統澤連斯基和第一夫人澤連斯卡婭抵達美國紐約，將會出席聯合國大會並發表講話，預計20日出席安全理事會會議，會議後將與美國總統拜登會面。澤連斯基亦到訪紐約市立大學史泰登島學院醫院，探望9名失去肢體的烏克蘭軍人，目前正在醫院接受治療，澤倫斯基向他們頒贈勳章。烏克蘭內閣部長表示，政府已經解僱6名國防部副部長以及國防部秘書長。新任烏克蘭國防部長烏梅羅夫表示，已經要求6名國防部副部長辭職，以便對國防部進行改組。烏克蘭將軍索科洛夫表示，在俄羅斯全面入侵開始時，烏克蘭南部只有1500名士兵，但需要抵禦2萬名俄羅斯士兵的攻擊，當時索科洛夫負責主管南方防禦。
英國國防部表示，俄羅斯重新將數千名精英空降部隊士兵部署在扎波羅熱州羅博季涅地區附近，但幾乎所有部隊都出現人力不足問題。
非牟利智庫「戰爭研究所」表示，烏克蘭最近在扎波羅熱州西部和頓涅茨克州巴赫穆特南部的進展與俄羅斯部隊遭受重大損失的證據一致，烏克蘭的進步表明俄羅斯部隊嚴重退化。
聯合國國際法院恢復烏克蘭就俄羅斯全面入侵的種族滅絕指控的訴訟審理由9月18日至9月27日，設在海牙的法院將就俄羅斯提出的初步反對意見舉行公開聽證會，俄羅斯方面的律師提出，聯合國的司法機關沒有審理此案的管轄權，而烏克蘭方面的律師敦促國際法院就烏克蘭索賠的實質內容進行聽證，本次烏克蘭的訴訟獲得32個聯合國成員國支持。
烏克蘭貿易代表表示，烏克蘭政府將啟動法律訴訟程序，就波蘭、匈牙利和斯洛伐克的禁令向世界貿易組織提起訴訟，在歐盟停止延續對烏克蘭農產品的禁令後，拒絕解除烏克蘭農產品進口禁令。西班牙農業部長表示，部份歐盟國家單方面對烏克蘭農產品實施禁令，可能屬於非法行為，但需要歐盟委員會判斷。保加利亞交通部長指控俄羅斯宣傳煽動保加利亞農民，反對烏克蘭糧食進口。
德國國防部長表示，柏林正在為烏克蘭準備新一批援助計劃，價值4.3億美元，包括彈藥、裝甲車、衣服、發電機和排雷裝置。韩国政府承诺，向烏克蘭提供两辆K600反地雷车。歐洲復興開發銀行行長預計，在未來兩年內每年向烏克蘭投資16億美元，用於重建。
喬治亞國家安全局表示，與被監禁的前喬治亞總統米哈伊·薩卡希維利關係密切的人物正在籌備在10月和12月發動大規模抗議活動，屆時歐盟委員會將宣佈喬治亞加入歐盟的申請的決定。喬治亞國家安全反恐部門副主任表示，反政府抗議活動會演變成類似2014年烏克蘭廣場起義的活動，目的是推翻現時的喬治亞政府，同時副主任指控，喬治亞前內政部副部長兼現任烏克蘭軍事情報局副局長喬治·洛特基帕尼澤為幕後黑手。烏克蘭外交部發言人則否認基輔參與所謂的政變陰謀，以推翻現任喬治亞政府。烏克蘭軍事情報局發言人亦表示，洛特基帕尼澤從未擔任過烏克蘭軍事情報局副局長。
保加利亞國防部表示，1架攜帶爆炸物的無人機墜落在保加利亞黑海小鎮蒂勒諾沃，沒有傷亡報告。
波蘭政府發言人表示，波蘭明年可能不會在相同程度上向烏克蘭難民提供支援，現時波蘭是所有國家中收容最多的烏克蘭難民，為了協助烏克蘭難民，波蘭政府決定透過放棄居住要求和免費獲得教育、醫療保健和家庭福利來幫助烏克蘭難民，波蘭政府表示，這些援助不會以同樣的規模延長到2024年。
美國參謀長聯席會議主席表示，俄羅斯有超過20萬軍隊駐紮在俄佔地區，並承認烏克蘭的反攻速度相對較慢，但強調烏克蘭軍隊不是一支消耗部隊，正在穩步取得進展，直言基輔正在進行的軍事行動不能被描述為失敗，因為烏克蘭突破多個俄羅斯防禦帶，仍然有時間取得更多成果。
美國「紐約時報」報道，9月6日對頓涅茨克州科斯蒂安蒂尼夫卡市一個市場的導彈襲擊，造成至少15人死亡，36人受傷，但有關襲擊可能是烏克蘭在附近戰鬥中發射的防空導彈故障造成。烏克蘭國家安全局和空軍表示，仍在調查是次襲擊。

## 9月19日

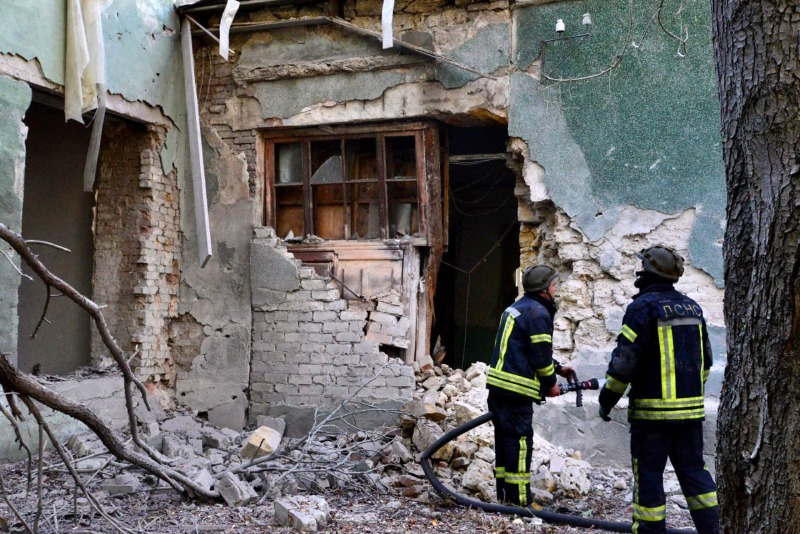
俄羅斯砲擊赫爾松州農業與經濟大學後

烏克蘭當局表示，截至19日上午9時，俄羅斯在過去24小時內，一共襲擊10個州，至少造成6名平民死亡，17名平民受傷，142個定居點和64個基礎設施受破壞。烏克蘭空軍表示，俄羅斯向烏克蘭南部、中部和西部地區發射30架無人機和1枚9K720伊斯坎德爾飛彈，防空部隊擊落27架俄羅斯無人機。利沃夫州長表示，俄軍對利沃夫州發射18架無人機，其中15架被擊落，一個工業倉庫遭到3次襲擊，導致火災，至少造成1名平民死亡，1名平民受傷。第聶伯羅彼得羅夫斯克州長表示，凌晨俄軍對克里維里赫發動襲擊，導致1棟多層建築倒塌，亦對尼科波爾和周邊地區進行2次炮擊，至少造成1名平民受傷，並損壞6所房屋。內政部表示，俄軍襲擊赫爾松市一輛無軌電車，至少造成1名警員死亡，2名平民重傷。哈爾科夫州長 表示，俄軍向庫皮揚斯克市發射1枚導引炸彈，至少造成6名平民死亡。
烏克蘭武裝部隊總參謀部表示，自全面入侵以來，俄羅斯在烏克蘭損失273,460名士兵，過去一天俄羅斯部隊有520人傷亡，累計損失4,628輛坦克、8,851輛裝甲戰車、8,601輛汽車和油箱、6,062個火炮系統、778個多發火箭發射系統、526個防空系統、315架飛機、316架直升機、4,784架無人機、20艘船隻和1艘潛艇。
俄佔扎波羅熱地區官員表示，俄軍摧毀一支正前往扎波羅熱州羅博季涅的烏克蘭裝甲車和士兵。俄羅斯國防部表示，晚上防空部隊分別在別爾哥羅德州和奧廖爾州上空擊落2架無人機。
俄羅斯最大武器生產商「俄羅斯國家技術集團」表示，已將一些軍事用品的生產增加了十倍以上，以供應在烏克蘭的俄羅斯軍隊使用，包括增加導彈、無人機、作戰車輛和大炮的產量。
美國國防部長奧斯汀和烏克蘭新任國防部長烏梅羅夫一同在德國拉姆施泰因-米森巴赫拉姆施泰因空軍基地出席烏克蘭國防聯絡小組第15次會議，席上奧斯汀表示，烏克蘭很快將接收美國的M1艾布拉姆斯坦克。烏梅羅夫則表示，烏克蘭的盟友在會議上同意圍繞五個關鍵國防優先事項組成聯盟，包括防空、火炮、航空、海軍和裝甲車。拉脫維亞國防部長亦在出席會議後宣佈，將在新一批軍事援助計劃中向烏克蘭提供更多武器，包括迫擊炮、防空系統和大口徑彈藥。英國國防部長亦在會後表示，英國將在未來幾個月內向烏克蘭提供數萬枚炮彈。丹麥國防部長表示，丹麥將向烏克蘭捐贈與其他國家合作購買的15輛T-72EA坦克和30輛Leopard 1坦克。
非牟利智庫「戰爭研究所」表示，扎波羅熱州塔夫裡伊斯克方向發生激烈戰鬥。其中，俄羅斯在扎波羅熱西部的損失最近幾天顯著增加。
烏克蘭基礎設施部長表示，再有一艘懸掛帛琉國旗，裝有3000公噸小麥的散裝船，離開烏克蘭黑海港口喬爾諾莫斯克，並向博斯普魯斯海峽移動。烏克蘭國家調查局表示，已對利沃夫州桑比爾軍事徵兵辦公室內發生對平民的虐待指控展開調查，網上流傳影片顯示，一名軍人在辦公室內，毆打並用槍威脅一名平民。
捷克國防部表示，捷克已與丹麥和荷蘭簽署意向書，為向烏克蘭運送捷克武器提供財政支援，將提供額外的坦克、榴彈炮、小武器、防空能力和電子戰或彈藥形式的供應。
德國傳媒報道，烏克蘭拒絕接受德國近期送抵的10輛豹1A5坦克，在德國訓練烏克蘭士兵時，坦克被嚴重磨損，需要維修，但烏克蘭方面無法進行維修，有關情況並非第一次。
白俄羅斯國家傳媒報道，來自俄佔烏克蘭地區的48名烏克蘭兒童已抵達白俄羅斯，參加「假期」活動，兒童將逗留在新波洛茨克市，並未有交代這些兒童是孤兒，還是在父母同意下被送往白俄羅斯。

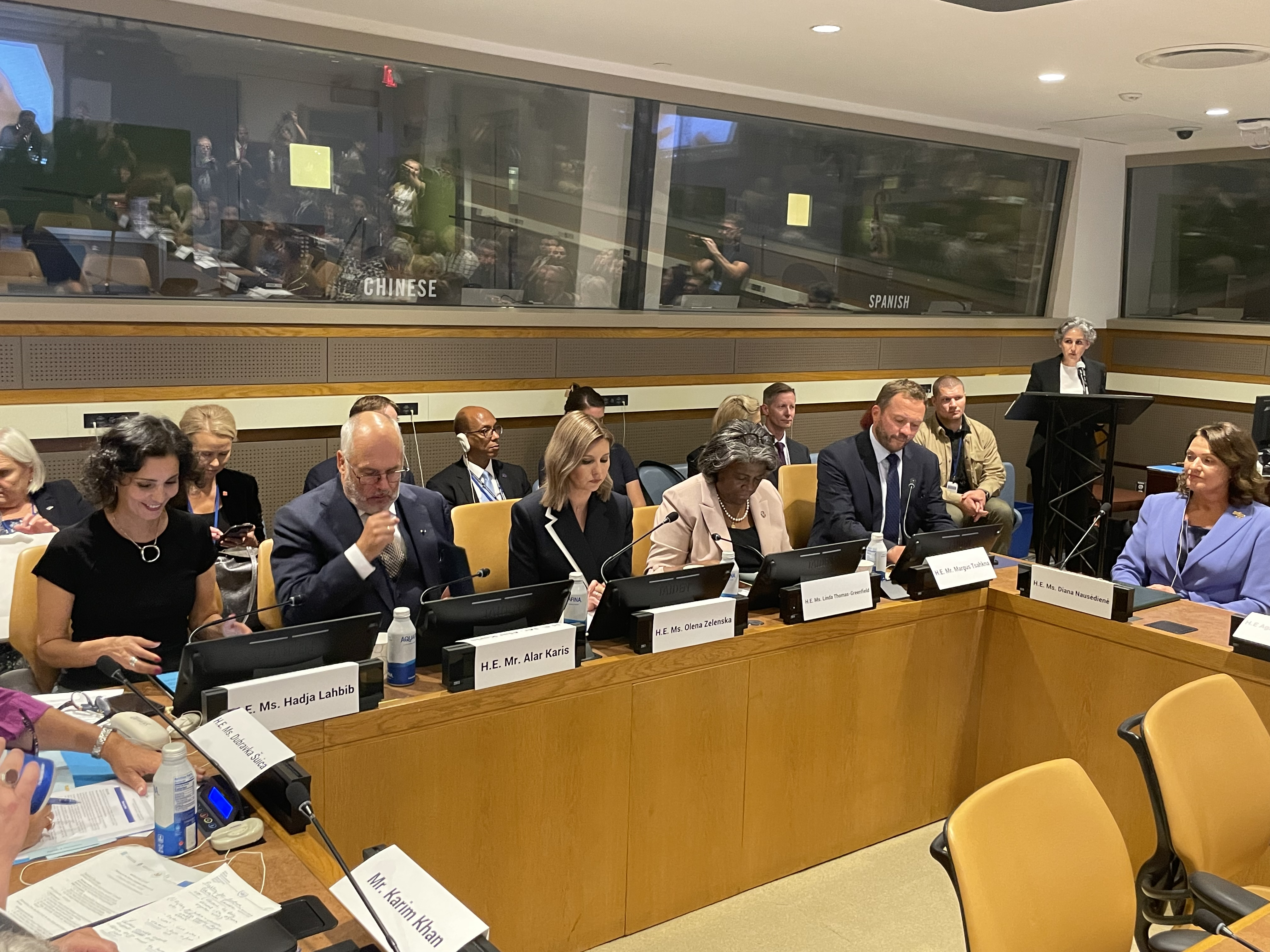
烏克蘭第一夫人歐倫娜‧澤倫斯卡在聯合國大會場邊會議發言

聯合國大會在美國紐約聯合國總部召開，烏克蘭總統澤連斯基親身出席並發言，批評俄羅斯入侵烏克蘭是種族滅絕，呼籲各國團結抗俄，令日後任何國家都不敢再有侵略行為，又指責，俄羅斯非法地把大量烏克蘭兒童轉移到俄羅斯，並灌輸仇恨烏克蘭的思想，斷絕與家人的聯繫，並稱俄羅斯不可信，特別是俄羅斯僱傭兵組織瓦格納集團領袖普里高津的死能夠證明。此外，澤連斯基批評俄羅斯操控全球糧食市場，將糧食和能源武器化，迫使國際承認俄羅斯佔領的烏克蘭領土的主權，認為全球必須合力擊退俄羅斯。烏克蘭第一夫人歐倫娜‧澤倫斯卡亦在聯合國大會場邊呼籲世界領袖，協助被強迫帶到俄羅斯的烏克蘭孩童返國，已有超過1.9萬名烏克蘭孩童被強迫轉移或驅逐到俄羅斯或俄佔地區，只有386名兒童被帶回烏克蘭，兒童在俄羅斯被告知他們的父母不需要他們、他們的國家不需要他們，沒有人在等候他們回去，「這些被綁架的孩子被告知他們不再是烏克蘭的孩子，他們是俄羅斯的孩子」，正在被灌輸思想、並且被剝奪國家認同。另外，澤倫斯卡表示，自從俄羅斯入侵烏克蘭以來，已有超過500名孩童遇害，數以百計的兒童傷殘，烏克蘭當局亦正在調查230多起俄羅斯士兵對平民的性暴力案件，其中包括12名女童和1名男童，其中年紀最小的孩子在受害當時只有4歲。
聯合國大會上，各國領導人亦就俄羅斯入侵烏克蘭表達意見。其中，聯合國秘書長古特雷斯表示，俄羅斯入侵烏克蘭等衝突正在為全球每一個人創造一個不安全的世界。巴西總統盧拉表示，烏克蘭戰爭暴露了無力執行《聯合國憲章》的宗旨和原則。美國總統拜登表示，聯合國大會被戰爭的陰影所削弱，烏克蘭沒有任何挑釁，而俄羅斯卻發起非法戰爭，沒有一個國家比烏克蘭更希望戰爭結束，重申美國對基輔的支援及實現公正和持久和平的外交解決方案所做的努力，直言俄羅斯肩負著烏克蘭戰爭的責任，只有俄羅斯撤軍，才能立即結束戰爭。
烏克蘭總統辦公室表示，烏克蘭總統澤倫斯基在紐約會見聯合國秘書長古特雷斯，其中澤倫斯基感謝古特雷斯支持烏克蘭努力確保糧食市場和出口的穩定，並討論俄羅斯使用無人機瞄準烏克蘭港口基礎設施的問題，以及討論恢復黑海糧食倡議的可能性。
美國有線電視新聞網援引烏克蘭軍事消息表示，烏克蘭特種部隊可能協助蘇丹正規軍對由俄羅斯僱傭兵組織瓦格納集團支援的準軍事組織「快速支援部隊」發動軍事行動，包括一系列無人機襲擊和地面行動。
烏克蘭經濟和貿易部副部長表示，烏克蘭已決定禁止進口波蘭的洋蔥、番茄、捲心菜和蘋果，以回應波蘭對烏克蘭農產品的禁令。乌克兰政府還要求必须获得乌经济部的许可证并经乌农业政策与粮食部批准，才能向波兰、匈牙利、斯洛伐克、罗马尼亚及保加利亚等五个欧盟国家供应小麦、玉米、油菜籽和葵花籽等农作物。

## 9月20日
烏克蘭當局表示，截至20日上午9時，俄羅斯在過去24小時內，一共襲擊9個州，至少造成142個定居點和104個基礎設施受破壞。烏克蘭空軍表示，凌晨俄軍發射24架攻擊無人機，防空部隊在蘇梅、波爾塔瓦、基洛夫格勒和第聶伯羅彼得羅夫斯克州上空擊落17架無人機，其中1架無人機擊中波爾塔瓦州克雷門丘克一家煉油廠，引發火災。烏克蘭國家緊急服務局表示，凌晨俄軍炮擊扎波羅熱州奧裡赫夫一個消防及救援站，襲擊中沒有應急人員受傷。扎波羅熱州長表示，過去一天俄軍襲擊24個扎波羅熱州城鎮，合共進行128次襲擊。頓涅茨克州檢察官辦公室表示，俄軍炮擊託列茨克和皮夫尼奇內，至少造成4名平民死亡。
烏克蘭武裝部隊總參謀部表示，自全面入侵以來，俄羅斯在烏克蘭損失273,980名士兵，過去一天俄羅斯部隊有520人傷亡，累計損失4,635輛坦克、8,868輛裝甲戰車、8,633輛汽車和油箱、6,096個火炮系統、779個多發火箭發射系統、526個防空系統、315架飛機、316架直升機、4,821架無人機、20艘船隻和1艘潛艇。烏克蘭軍事情報部門表示，不明人士對莫斯科州契卡洛夫斯基空軍基地發動襲擊，損壞一架AN-148運輸機、一架Il-20監視機和一架Mi-28N攻擊直升機。烏克蘭軍方表示，烏克蘭軍隊上午襲擊俄佔克里米亞塞瓦斯托波爾附近的俄羅斯黑海艦隊指揮所。烏克蘭軍事情報發言人表示，暫不會回應烏克蘭是否協助蘇丹正規軍打擊由俄羅斯僱傭兵組織瓦格納集團支援的「快速支援部隊」。
俄羅斯國際文傳電訊社報道，一架蘇-34轟炸機在訓練飛行期間，在接壤俄佔盧甘斯克的俄羅斯沃羅涅日地區墜毀。俄羅斯別爾哥羅德州長表示，烏克蘭武裝部隊跨境炮擊，導致別爾哥羅德地區的三個定居點受損，至少造成1名平民死亡，2名平民受傷。俄羅斯國家通訊社RIA報道，在克里米亞塞瓦斯托波爾市附近擊落幾架無人機。俄羅斯索契市長表示，索契機場附近的一個油庫懷疑遭到無人機攻擊。

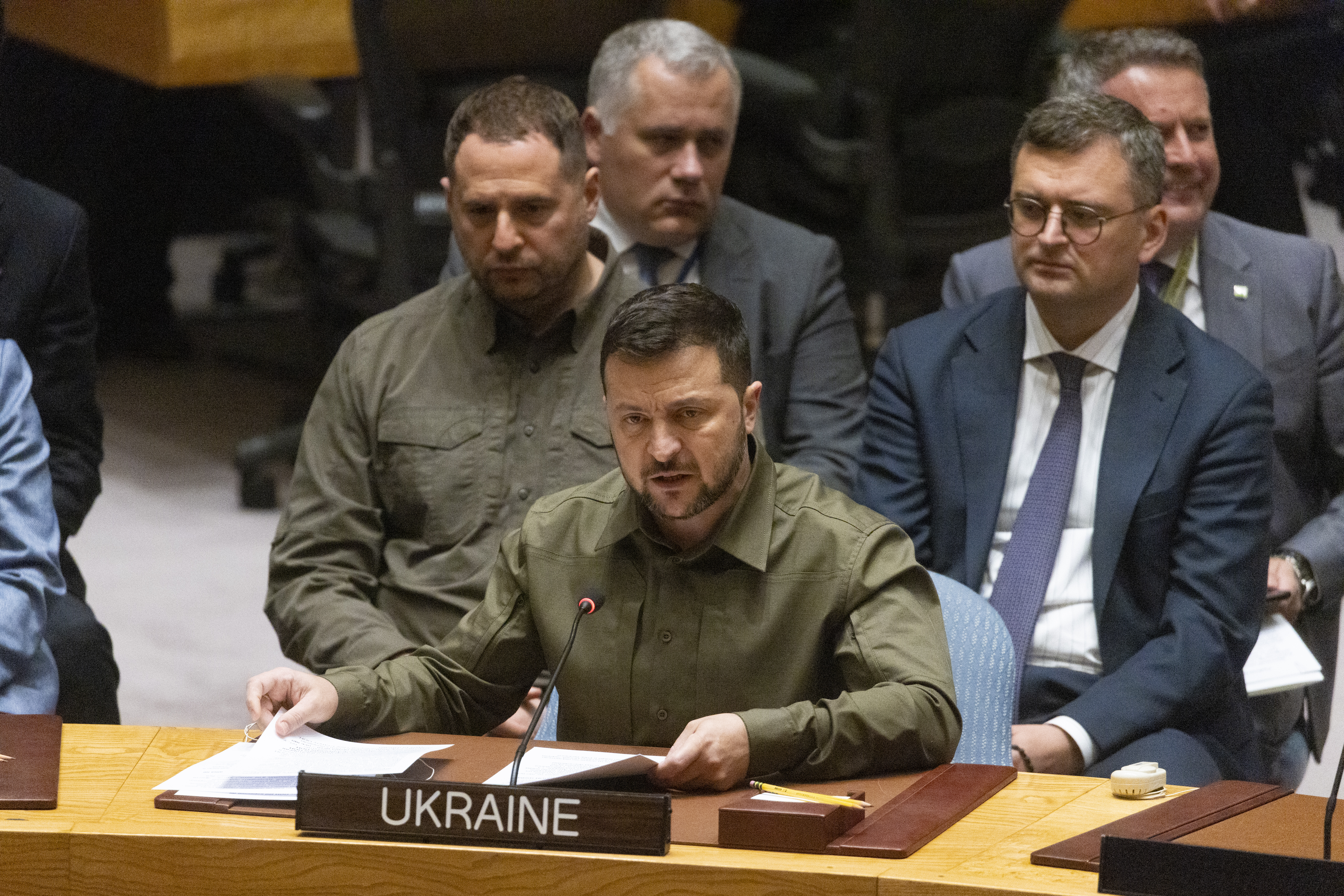
烏克蘭總統澤倫斯基出席聯合國安理會並發言

烏克蘭總統澤倫斯基出席聯合國安理會並發言，提議對聯合國安理會進行改革，包括限制常任理事國的否決權，直斥俄羅斯一直濫用否決權，更指俄羅斯作為一個侵略國，繼續阻撞決策，使聯合國的工作陷入癱瘓，否決權不應該為痴迷於仇恨和戰爭的人服務，提議聯合國大會應該能夠以三分之二的票數再次通過被否決的議案，有助反映非常任理事國的意願，對於侵略其他聯合國成員國的國家，其安理會成員資格應暫停。澤倫斯基亦提議擴大安理會常任理事國成員，建議德國、日本、印度和拉丁美洲、中東、非洲和亞洲的其他國家作為合適的候選人。此外，澤倫斯基總統在紐約會見美國烏克蘭經濟復甦特別代表，討論烏克蘭重建的優先領域以及對烏克蘭經濟最有力的支援。
烏克蘭議會以341票同意，批准關於資產申報法律的新版本法案，要求立即公開申報，除如武裝部隊或國家邊防局的成員外，政府部門部長和副部長或中央和地方行政機構負責人等均須申報。
羅馬尼亞海上搜救組織「ARSVOM」表示，一艘懸掛多哥國旗的貨船，懷疑在鄰近烏克蘭水域的黑海上，誤觸水雷爆炸，全部12名船員獲救。
美國國防部表示，一旦美國政府停擺，可能會擾亂向烏克蘭提供軍事援助的計劃，現時美國共和黨就政府預算的產生爭議，可能阻止在9月30日財政年度結束前繼續為政府提供資金的協議，介時聯邦政府將關閉，但國家安全事項豁免，目前亦不清楚對烏克蘭的軍事援助，包括烏克蘭士兵的培訓計劃和武器運輸，是否會包括在豁免中。
非牟利智庫「戰爭研究所」分析俄羅斯阿爾泰邊疆區第1442團第1營的成員發放的影片，影片中士兵聲稱，收到俄羅斯軍事指揮部的命令，組建一個攻擊小組並向巴赫穆特方向移動，因此放棄位於巴赫穆特西南七公里的克利希伊夫卡地區的軍事裝備。
烏克蘭非政府組織「在一起」表示，最新一期民意調查的結果顯示，63%美國受訪者支持繼續向烏克蘭提供持續的軍事援助，不到20% 美國受訪者希望烏克蘭立即解決戰爭。
波蘭總理警告，如果基輔對波蘭食品實施進口禁運，華沙可能會擴大烏克蘭違禁商品的清單，並已經就此事傳召烏克蘭駐波蘭大使抗議。波蘭專責歐洲事務的國會議員亦表示，基輔就糧食問題的處理手法，破壞波蘭公眾對烏克蘭援助的支持。隨後波蘭總理宣佈，隨著與烏克蘭糧食產品進口「裂痕」加劇，波蘭將不再向烏克蘭提供武器。烏克蘭貿易代表表示，烏克蘭希望透過談判，與鄰國就農產品進口達成協議。烏克蘭農業部長在和斯洛伐克農業部長會晤後表示，斯洛伐克正在研究烏克蘭擬議的農產品出口計劃，並認為計劃可行。
澳洲、加拿大和多個歐洲國家等32國要求國際刑事法院，裁定法院對烏克蘭方面指控，俄羅斯濫用《防止及懲治危害種族罪公約》，為入侵烏克蘭提供藉口的案件，具有管轄權，烏克蘭方面希望法院繼續審理案件，並裁定俄羅斯必須支付賠償。

## 9月21日
烏克蘭當局表示，截至21日上午9時，俄羅斯在過去24小時內，一共襲擊14個州，至少造成147個定居點和151個基礎設施受破壞。烏克蘭空軍表示，俄軍上午對烏克蘭發動大規模導彈襲擊，合共發射44枚導彈，防空部隊擊落其中38枚導彈。基輔市長表示，俄軍凌晨對基輔發動導彈襲擊，至少造成7名平民受傷，包括1名9歲女童。基輔市軍事管理局表示，防空系統擊落20多枚導彈。內政部長表示，防空系統在基輔州上空擊落多枚導彈，至少2名平民因碎片墜落而受傷。哈爾科夫州長表示，俄軍發射多枚導彈，6枚導彈擊中哈爾科夫，至少造成3名平民受傷。利沃夫州長表示，俄軍發射多枚導彈，3枚導彈擊中德羅霍比奇一個倉庫。羅夫諾州長表示，俄軍炮彈擊中當地一個加油站。赫爾松州長表示，俄軍對多地發動襲擊，至少造成8名平民死亡，12名平民受傷。切爾卡瑟州長表示，俄軍針對當地發動大規模導彈襲擊，一個民用基礎設施遭到破壞，至少造成11名平民受傷。國家緊急服務局表示，尼古拉耶夫州發生誤觸俄羅斯反坦克地雷引致爆炸事件，至少造成1名平民死亡，1名平民受傷。頓涅茨克州檢察官辦公室表示，俄軍對托雷茨克、彼得羅巴甫利夫卡和莫洛登克發動襲擊，至少造成5名平民受傷。敖德薩州長表示，俄軍對別爾哥羅德-德涅斯特羅夫斯基發射1枚縞瑪瑙巡航導彈，沒有造成傷亡報告。
烏克蘭武裝部隊總參謀部表示，自全面入侵以來，俄羅斯在烏克蘭損失274,470名士兵，過去一天俄羅斯部隊有490人傷亡，累計損失4,638輛坦克、8,883輛裝甲戰車、8,670輛汽車和油箱、6,137個火炮系統、781個多發火箭發射系統、528個防空系統、315架飛機、316架直升機、4,850架無人機！20艘船隻和1艘潛艇。烏克蘭安全部門和海軍表示，成功襲擊俄佔克里米亞的薩基空軍基地，行動中先使用無人機破壞防空系統，其後再使用海王星導彈攻擊空軍基地，基地駐紮十幾架飛機，包括Su-24超音速轟炸機和Su-30戰鬥機以及鎧甲-S1導彈系統，造成嚴重破壞。
俄羅斯國防部表示，俄佔克里米亞地區遭到大規模無人機襲擊，擊落19架無人機，並分別在別爾哥羅德、庫爾斯克和奧裡奧爾地區擊落3架無人機，而克里米亞半島的諾沃費多里夫卡、薩基、葉夫帕托里亞、迪贊高爾和巴拉克拉瓦均傳出爆炸聲。
非牟利智庫「戰爭研究所」表示，乌克兰装甲部队的史崔克裝甲車和貂鼠式步兵戰車首次在韋爾博韋附近的俄軍苏罗维金防线上作战，表明俄羅斯部署的苏罗维金防线已被突破。
烏克蘭國家電力公司「烏克蘭電網」表示，俄羅斯大規模導彈襲擊破壞烏克蘭中部和西部的能源基礎設施，導致基輔、日託米爾、第聶伯羅彼得羅夫斯克、羅夫諾和哈爾科夫等五個地區停電。

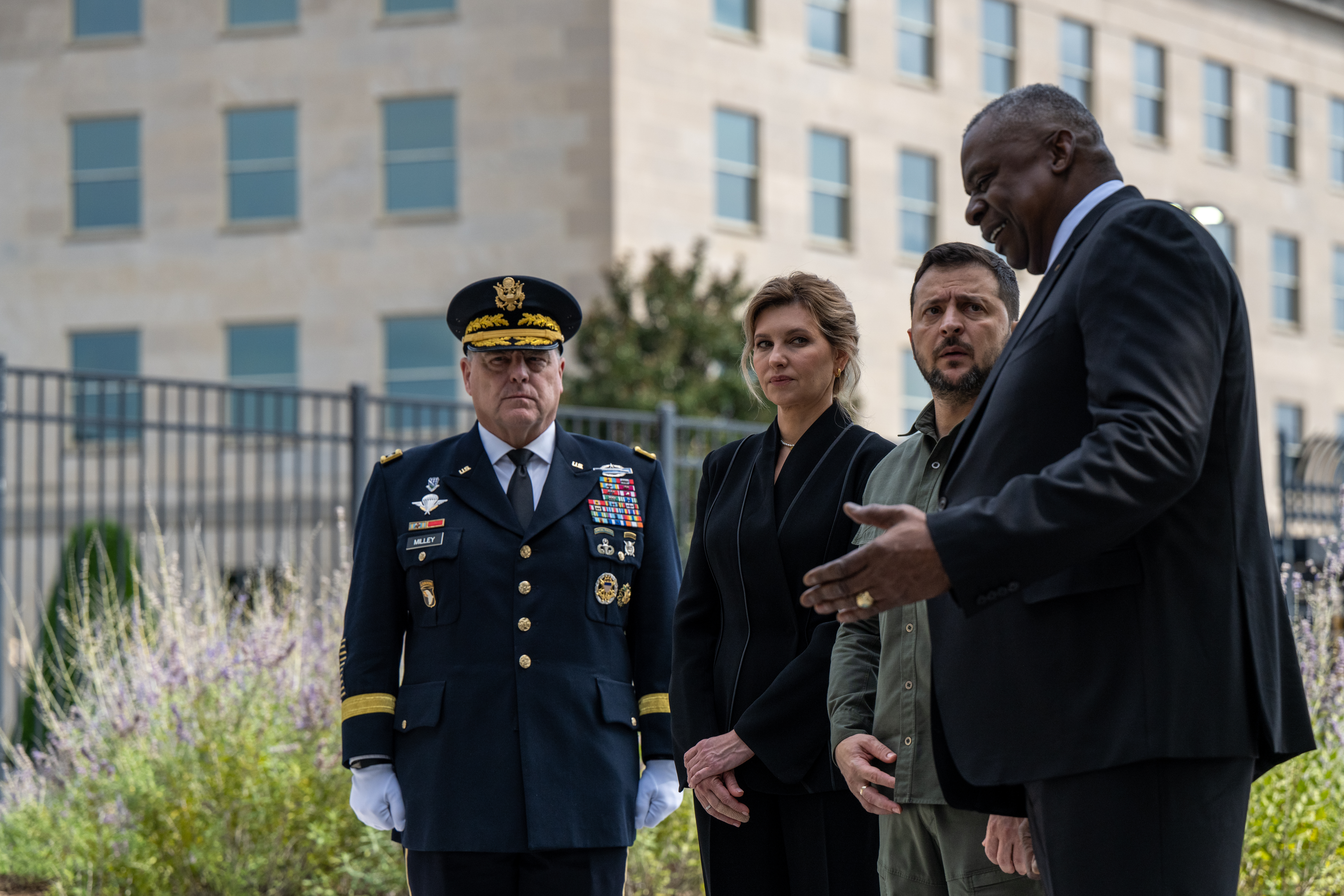
烏克蘭總統澤倫斯基和第一夫人澤倫斯卡會見美國國防部長奧斯汀和參謀長聯席會議主席米利

烏克蘭總統澤連斯基抵達美國華盛頓，分別到訪美國白宮、五角大廈和國會大廈，並分別與總統拜登、國防部長奧斯汀、參謀長聯席會議主席米利和參眾兩院的民主，共和兩黨領導人舉行會談。澤連斯基在晚間講話中宣佈，美國和烏克蘭之間達成一項生產武器的長期協議，讓烏克蘭與美國一同生產必要武器。另外，澤連斯基接受美國有線電視新聞網訪問時表示，烏克蘭將奪回多個城市，直言將再解放兩個城市，不會直接說明是哪些城市，但已經有一個非常全面的計劃。其後，澤連斯基轉抵加拿大，獲總理杜魯多親自迎接。烏克蘭財政部表示，烏克蘭透過世界銀行的多方捐助者信託基金中，獲得由美國提供的12.5億美元款項。烏克蘭總統辦公室表示，美國將俄羅斯在入侵期間從烏克蘭偷走的文物交還烏克蘭，文物由美國執法機構從烏克蘭非法出口物品中沒收。
美國總統拜登表示，第一批10輛艾布拉姆斯坦克將於下週交付給烏克蘭，坦克的提供將是更大的軍事援助計劃的一部分，其中包括彈藥、反坦克武器和火炮，並表示美國將專注於加強烏克蘭的防空能力。
美国众议院议长凱文·麥卡錫表示，以众议院议长身份拒绝乌克兰总统泽连斯基提出的在到访期间，向美国国会发表演讲的请求。另外，麦卡锡在泽连斯基到访國會山莊时，有意避开在镜头前親自欢迎，更表示与泽连斯基的会议与過往其他外国领导人举行的会议没有什么不同，而且他依然反对拜登政府有关为乌克兰超过240亿美元援助的要求。此外，参众两院的29名共和党议员联名致信美国行政管理和预算局局长莎兰达·扬，拒绝拜登提出的对乌克兰追加240亿美元援助的计划，并质询援乌资金的使用情况以及乌克兰在反攻俄罗斯方面到底取得了多大进展。
烏克蘭議會批准關於少數民族的法律修正案，屬於加入歐盟的要求之一，確立烏克蘭少數民族的定義、權利和義務，並規定成立由少數民族代表組成的諮詢機構，亦規定烏克蘭少數民族社群是烏克蘭公民之一，居住在烏克蘭國際公認的邊界內，被共同的種族、文化、歷史、語言和宗教團結在一起，並表達保護和發展語言、文化和宗教身份的願望，法律允許在特定社群內以少數民族的語言舉辦公共和文化活動，並釋出廣告，無需烏克蘭語翻譯，以上措施不適用於「侵略國」的語言，特別是俄語。
斯洛伐克農業部表示，烏克蘭和斯洛伐克已同意為其糧食貿易建立一個許可制度，及後斯洛伐克將解除對烏克蘭產品的進口禁令，但在建立和測試系統前，斯洛伐克對烏克蘭小麥、玉米、油菜籽和葵花籽的禁運將繼續有效，而烏克蘭方面則同意在世界貿易組織上放棄對斯洛伐克的訴訟。欧盟委员会发言人表示，欧盟委员会已致函波兰、匈牙利和斯洛伐克，通知这些国家歐盟将在世界贸易组织中代表它们处理与乌克兰的贸易争端。
波蘭外交部表示，對總理莫拉維茨基關於波蘭不會向烏克蘭提供更多武器的言論，感到震驚，莫拉維茨基事前並沒有與外交部磋商。波蘭政府發言人則表示，華沙將繼續提供早前安排提供的武器和彈藥，當地亦會繼續作為西方軍事援助樞紐。前歐洲理事會主席圖斯克強烈指責，波蘭政府在10月的選舉前，為求達到選舉目的，在烏克蘭「背上刺一把政治刀」，藉此批評近日波蘭與烏克蘭之間的農產品進口問題，其中波蘭因此宣布不會再向烏克蘭提供武器。
美國國務卿布林肯表示，政府已授權向烏克蘭提供價值3.25億美元的新一輪安全援助，包括1.28億美元的新武器和裝備，以及先前授權的1.79億美元的軍事援助，武器和裝置包括額外的防空彈藥，以幫助加強烏克蘭的防空系統，應對冬天來自俄羅斯的空襲，亦包括額外的集束彈藥，以幫助烏克蘭的反攻。瑞典軍方宣佈，已經烏克蘭提供10輛豹2A5坦克，並由在瑞典受過訓練的烏克蘭機組人員操作。德國政府表示，德國將在最新的軍事援助計畫中向烏克蘭提供衛星通訊設備、卡車和掃雷坦克備件，當巾包括17个卫星通信终端、12辆賽托斯卡车以及歐洲野牛-1扫雷坦克的备件等。
英國「路透社」報道，懸掛帛琉國旗並裝載3000公噸烏克蘭小麥的散貨船已抵達博斯普魯斯海峽，成為在俄羅斯於7月退出黑海糧食倡議後，第一艘成功透過烏克蘭建立的臨時走廊往來黑海港口，並攜帶烏克蘭糧食的船隻。
俄羅斯冰上曲棍球運動員尼基塔·扎多羅夫在接受訪問時，公開批評俄羅斯入侵烏克蘭，直言為所有的年輕人感到抱歉，沒有培養新一代，而是讓他們死去，扎多羅夫 現時服役於加拿大卡加利火焰，是唯一一位公開反對俄羅斯入侵烏克蘭的俄羅斯籍北美職業冰球聯盟球員。

## 9月22日
烏克蘭當局表示，截至22日上午9時，俄羅斯在過去24小時內，一共襲擊10個州，至少造成162個定居點和123個基礎設施受破壞。赫爾松州長表示，俄軍炮擊赫爾松市居民區，至少造成1名平民死亡，1名平民受傷。波爾塔瓦州長表示，俄羅斯對波爾塔瓦州克雷門丘克發動導彈襲擊，防空部隊擊落1枚導彈，但仍有導彈擊中民用基礎設施，至少造成1名平民死亡，55名平民受傷，包括6名兒童。
烏克蘭武裝部隊總參謀部表示，自全面入侵以來，俄羅斯在烏克蘭損失274,950名士兵，過去一天俄羅斯部隊有480人傷亡，累計損失4,644輛坦克、8,891輛裝甲戰車、8,690輛汽車和油箱、6,177個火炮系統、781個多發火箭發射系統、528個防空系統、315架飛機、316架直升機、4,858架無人機、20艘船隻和1艘潛艇。

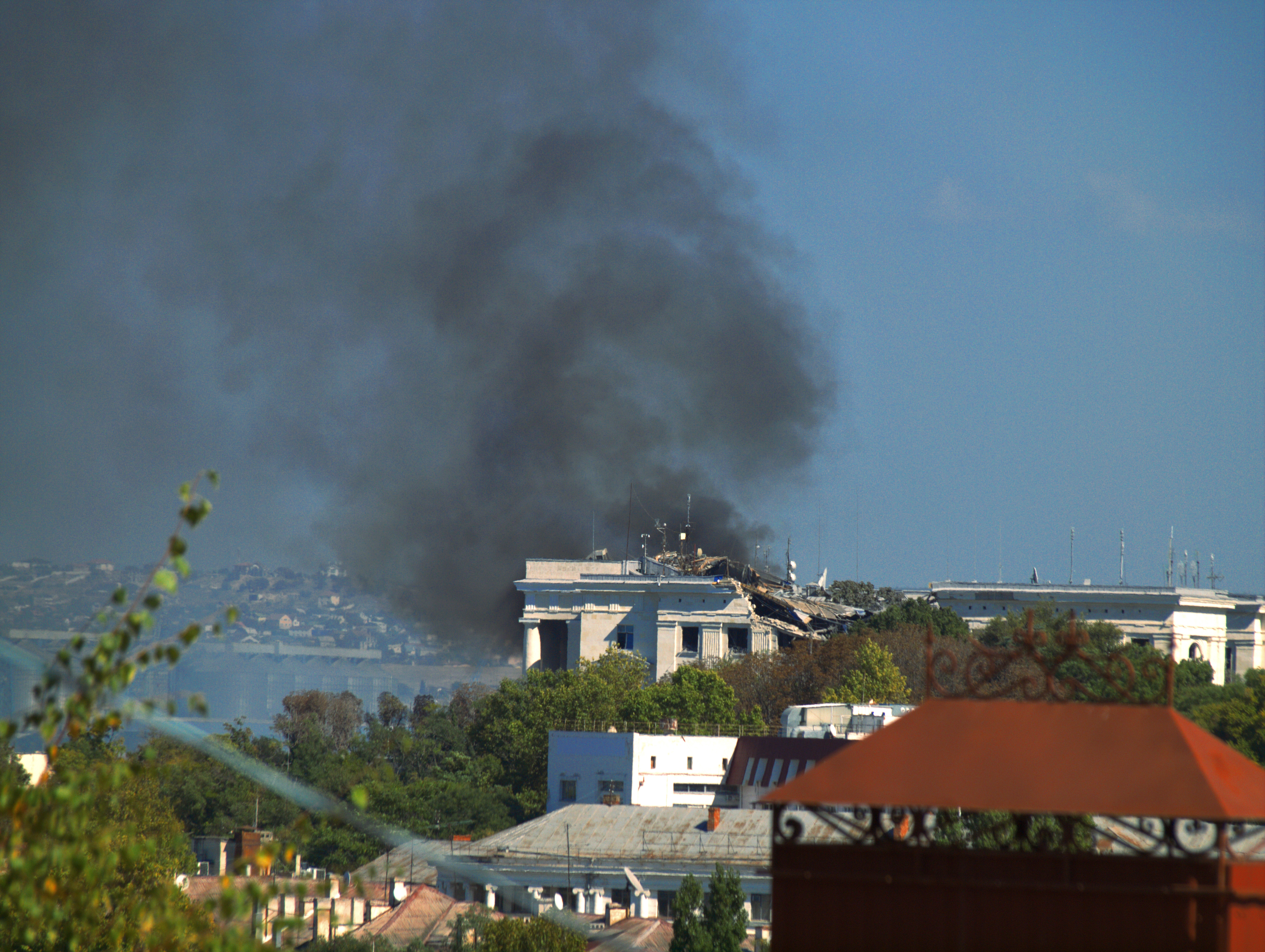
烏克蘭對俄佔克里米亞塞瓦斯托波爾的俄羅斯黑海艦隊總部發動導彈襲擊

俄羅斯國防部表示，烏克蘭對俄佔克里米亞塞瓦斯托波爾發動導彈襲擊，破壞俄羅斯黑海艦隊總部部分建築，至少造成1名俄羅斯軍人失蹤，俄羅斯防空部隊亦在塞瓦斯托波爾上空擊落5枚導彈。烏克蘭空軍發言人表示，希望對俄羅斯黑海艦隊總部的導彈襲擊，能夠在大樓上留下「更大的洞」，行動使用英國和法國提供的暴風影巡航導彈，並在克里米亞居民的幫助，對黑海艦隊海軍核心進行打擊。烏克蘭軍事情報局局長表示，烏克蘭襲擊塞瓦斯托波爾的俄羅斯黑海艦隊總部，造成至少9人死亡，16人受傷，其中俄羅斯武裝部隊在扎波羅熱方向的集團軍指揮官亞歷山大·羅曼丘克上將，傷勢嚴重。
俄佔克里米亞官員表示，整個克里米亞遭到「前所未有」的網路攻擊，整個克里米亞的網際網路服務中斷，仍不知道網路攻擊是否仍在繼續。俄羅斯別爾哥羅德州長表示，烏克蘭跨境射擊別爾哥羅德州特雷佈雷諾，沒有任何傷亡。
烏克蘭總統澤連斯基與加拿大總理杜魯多會面，並在加拿大議會發表演說。其中，杜魯多表示，將進一步援助烏克蘭，包括價值4.8億美元的援助計劃，包括50輛裝甲車和F-16戰鬥機的訓練，亦讚揚澤連斯基和烏克蘭人民抵抗俄羅斯侵略，維持基於法治的秩序。澤連斯基則在演說中表示，俄羅斯正在對烏克蘭人民實施種族滅絕，當烏克蘭人民呼籲世界提供幫助時，這不僅僅是一場普通的衝突，而是拯救數百萬人的生命。
烏克蘭總理什米加爾表示，從21日的襲擊中，可以看到俄羅斯已重新啟動對烏克蘭能源基礎設施的攻擊。另外，什米加爾表示，烏克蘭從歐洲理事會的180億歐元援助中，獲得第八批，合共約16億美元的援助。烏克蘭基礎設施部長表示，3艘將使用烏方建立的黑海臨時走廊，前往烏克蘭港口，在裝載了超過12.7萬噸烏克蘭農產品和鐵礦石後，貨船將分別前往中國、埃及和西班牙。烏克蘭國家特別通訊及資訊保護局局長施戈爾表示，俄羅斯駭客正瞄準烏克蘭執法機構的計算機系統，以識別和獲取與涉嫌俄羅斯戰爭罪有關的證據。
美國國家廣播公司援引政府內部消息報道，總統拜登曾告訴烏克蘭總統澤連斯基，華盛頓將向烏克蘭提供少量遠端MGM-140 陸軍戰術導彈系統。丹麥公共廣播第二電視台報道，丹麥國防部發現，送往烏克蘭的20輛豹1A5坦克中有12輛有故障，其中10輛豹1型戰鬥坦克已經抵達烏克蘭，烏克蘭軍方已經在修復中，另外10輛坦克仍在波蘭，其中2輛存在嚴重缺陷。
捷克國防部長表示，捷克正在與瑞典進行討論，研究在捷克訓練烏克蘭飛行員使用JAS 39獅鷲戰鬥機。加拿大政府宣布，對俄羅斯個人和法律實體實施63項制裁，其中42多名受制裁的個人，涉嫌參與烏克蘭兒童的非法拘逐和拘留、虛假資訊知宣傳以及俄羅斯聯邦的核計劃，當中包括俄羅斯聯邦勞動與社會保障部長安東·科佳科夫和兒童權利專員顧問阿列克謝·彼得羅夫等。
波蘭總統表示，與烏克蘭就糧食進口發生爭端，不會對兩國之間的外交關係產生重大影響。 波蘭總理在聯合國大會發表演說時表示，烏克蘭總統澤倫斯基永遠都不應該侮辱波蘭人，保護波蘭的良好聲譽不僅是我的職責和榮譽，也是波蘭政府最重要的任務。羅馬尼亞總理表示，將與多位部長一同訪問基輔，以完成關於烏克蘭糧食進口的會談。
匈牙利外交部長接受俄羅斯國家通訊社「塔斯社」訪問時表示，對俄羅斯的新制裁沒有必要，制裁對歐洲的傷害比對俄羅斯的傷害更大，部長亦表示，烏克蘭的糧食進口將摧毀中歐的農業。
俄羅斯僱傭兵組織瓦格納集團前指揮官安德烈·亞歷山德羅維奇·梅德韋傑夫，試圖非法越境返回俄羅斯，被挪威拘捕，梅德韋傑夫在2023年1月成為第一個成功叛逃瓦格納，並到俄羅斯國外尋求庇護的人，於2023年1月13日在挪威尋求庇護，隨後於同月被捕，及後獲釋放。

## 9月23日
烏克蘭當局表示，截至23日上午9時，俄羅斯在過去24小時內，一共襲擊11個州，至少造成144個定居點和92個基礎設施受破壞。烏軍南方司令部表示，防空部隊在尼古拉耶夫上空擊落2架俄羅斯偵察無人機。第聶伯羅彼得羅夫斯克州州長表示，凌晨俄軍發射12架無人機，全部被防空部隊擊落，沒有造成人員傷亡。赫爾松州軍事管理局表示，俄軍使用無人機向尼古拉耶夫卡投擲炸藥，至少造成1名平民受傷。另外，赫爾松州長表示，俄軍炮擊赫爾松市，至少造成1名平民死亡，1名平民受傷。頓涅茨克州檢察官辦公室表示，俄軍炮轟耶利扎韋季夫卡，至少造成1名平民死亡，1名平民受傷。
烏克蘭武裝部隊總參謀部表示，自全面入侵以來，俄羅斯在烏克蘭損失275,460名士兵，過去一天俄羅斯部隊有510人傷亡，累計損失4,655輛坦克、8,912輛裝甲戰車、8,716輛汽車和油箱、6,210個火炮系統、789個多發火箭發射系統、530個防空系統、315架飛機、316架直升機、4,867架無人機、20艘船隻和1艘潛艇。烏克蘭南部作戰司令部副司令亞歷山大·塔爾納夫斯基准將表示，扎波羅熱南部前線部隊已經突破俄羅斯在韋爾博韋的防線，朝著戰略樞紐托克馬克推進，並預計即將到來的雨季和冬天不會嚴重影響反攻。
俄羅斯國防部指責烏克蘭再度襲擊俄羅斯黑海艦隊總部，對克里米亞塞瓦斯托波爾發動另一次導彈襲擊，當地官員表示，被攔截導彈的碎片落在碼頭附近後，塞瓦斯托波爾提前約一小時發出空襲警戒狀態。俄罗斯卫星通讯社援引俄军消息报道，俄军在前線击毁一辆德国援助的豹式坦克，坦克中的駕駛員和乘员都是德国联邦国防军军人，全部軍人死亡。
非牟利智庫「戰爭研究所」表示，即將到來的冬天不一定能阻止烏克蘭反攻部隊的推進，季節性天氣會減緩地面部隊和後勤的移動，不會導致烏克蘭停止反攻行動。
烏克蘭總統澤連斯基在愛爾蘭會見蘇丹國家元首主權委員會主席阿卜杜勒·法塔赫·阿卜杜勒拉赫曼·布爾漢，兩人討論安全問題，包括俄羅斯支援的快速支援部隊在蘇丹的判亂。另外，澤連斯基在波蘭盧布林短暫停留期間，向兩名波蘭志願者頒發國家獎項，表彰他們為支援烏克蘭戰爭所作的努力，並承認自俄羅斯入侵以來，波蘭為烏克蘭作出的貢獻，並為烏克蘭有如此強大的鄰國感到驕傲，感謝波蘭以及整個波蘭民族，直言相信任何事情都比不上，兩國的共同道路和兩國人民力量。
烏克蘭總理什米加爾和美國烏克蘭經濟復甦特別代表舉行線上會議，討論能源、排雷、住房恢復、關鍵基礎設施和經濟問題，會上什米加爾提出將西方沒收或凍結的俄羅斯資產，用作烏克蘭戰後重建。烏克蘭副總理兼臨時被佔領土重返社會部部長敦促烏克蘭人離開被俄佔克里米亞，直到被從烏克蘭解放為止。
烏克蘭軍事情報局局長布達諾夫表示，烏克蘭「可能」參與對俄羅斯瓦格納集團支援的快速支援部隊無人機襲擊，不會確認也不會否認有關聲稱。布達諾夫亦表示，一年前個人曾公開表示，所有與烏克蘭作戰、正在作戰或計劃與烏克蘭作戰的俄羅斯「戰犯」都將在世界任何地方受到懲罰。烏克蘭國家抵抗中心表示，最新的空中偵察資料顯示，由於大多數人員已被轉移到扎波羅熱和頓涅茨克州的前線陣地，俄軍在俄羅斯庫爾斯克州的軍事據點基本上被遺棄，只是模仿防禦陣地。
俄羅斯外交部長拉夫羅夫在聯合國發表講話，表示莫斯科可以與烏克蘭談判，但不會停火，更批評烏克蘭的和平計劃無法實行，亦質疑糧食交易的完整性，認為烏克蘭只有3%的糧食到達非洲貧窮國家，但指出一旦俄羅斯的農業出口要求得到滿足，黑海糧食協議將可以恢復。
教宗方濟各批評一些國家正在與烏克蘭「玩遊戲」，先提供武器，然後考慮退出他們的承諾，直言戰爭的利益不僅與烏俄有關，亦與武器貿易有關，不應該玩弄烏克蘭人民，而是必須幫助他們解決問題，直指「一些國家正在倒退，不想給烏克蘭武器，一個過程正在開始，而殉道者肯定會是烏克蘭人民，這是一件「醜陋」的事情。」另外，教宗表示，已派遣特使前往基輔、莫斯科、華盛頓和北京討論結束戰爭，但對結果感到一些沮喪。
國際原子能機構總幹事格羅西表示，國際原子能機構的監測團在俄羅斯佔領的扎波羅熱核電站中，仍然發現早前曾發現的高殺傷力地雷，核電站內兩座反應堆仍處於冷關機狀態，另一個仍處於熱關機狀態，廠內已經完成10個地下水井的鑽探，以解決卡霍夫卡大壩被摧毀後，為反應堆提供冷卻水的長期解決方案。另外，格羅西表示，監測團曾在站內聽到多起爆炸聲。
美國共和黨2024年總統選舉主要候選人，德克薩斯州州長德桑蒂斯認為接納烏克蘭為成員，不符合北約的最佳利益，更表示，如果不試圖迫使結束戰鬥，美國不應該給烏克蘭一個「空白支票」，形容俄羅斯全面入侵烏克蘭是「領土爭端」，但亦稱俄羅斯總統普京為「戰犯」，並譴責入侵。美國眾議院議長共和黨議員麥卡錫表示，將支助在國防資金法案中，保留3億美元的烏克蘭援助計劃，並收回早削的評論，表示了解到為國務院和外交行動提供資金的法案，也包含對烏克蘭的援助，剝奪這種援助太困難，美國國會必須透過一系列法案，為政府的不同部門提供資金，否則法案將陷入停頓。

## 9月24日
烏克蘭第聶伯羅彼得羅夫斯克州軍事管理局表示，俄軍分別炮擊尼科波爾、切爾沃諾赫里霍里夫卡、米洛韋和波克羅夫卡，其中在尼科波爾至少造成1名平民受傷。赫爾松州長表示，俄羅斯對貝里斯拉夫發動空襲，至少造成1名平民死亡，3名平民受傷。另外，州長表示，俄羅斯對赫爾松市發動空襲，至少造成7名平民受傷。
烏克蘭武裝部隊總參謀部表示，自全面入侵以來，俄羅斯在烏克蘭損失275,850名士兵，過去一天俄羅斯部隊有390人傷亡，累計損失4,662輛坦克、8,914輛裝甲戰車、8,734輛汽車和油箱、6,233個火炮系統、789個多發火箭發射系統、531個防空系統、315架飛機、316架直升機、4,888架無人機、20艘船隻和1艘潛艇。另外，總參謀部表示，在过去24小时内，前线地区发生24次战斗，乌克兰空军对俄羅斯人员和武器装备集中区实施多次打击，火箭炮和炮兵部队对俄军防空系统及弹药库实施打击，摧毁俄军多门火炮。此外，總參謀部表示，反攻繼續在梅利託波爾地區開展行動，成功地擊退俄軍在扎波羅熱州羅博特內附近的襲擊。烏克蘭軍事情報局表示，「不明人士」一夜之間襲擊俄羅斯莫斯科州和卡盧加州的軍事設施。其中，1輛油罐車在莫斯科州納羅-福明斯基的一個軍事基地被摧毀，另有4輛拖車在卡盧加市的一個基地被摧毀。
俄羅斯庫爾斯克州長表示，1架無人機襲擊俄羅斯庫爾斯克市一棟聯邦安全局行政大樓，並表示因應襲擊，決定取消紀念城市日煙花。俄羅斯別爾哥羅德州州長表示，烏克蘭無人機襲擊俄羅斯別爾哥羅德州，至少造成1名平民受傷。俄羅斯國防部表示，晚上防空部隊分別在庫爾斯克和布良斯克州邊境上空擊落2架無人機。俄佔卢甘斯克克拉斯諾頓一个俄軍弹药库疑似被乌克兰摧毁。俄羅斯傳媒報道，俄羅斯聖彼得堡普爾科沃機場和以東的舒沙雷傳出爆炸聲，當地停電停水。
俄罗斯国防部表示，俄军在顿涅茨克、扎波罗热、红利曼、库皮扬斯克、赫尔松等方向击退乌军多次进攻并发动反击，摧毁乌军步兵战车、装甲车以及美制M777榴弹炮等多种武器装备，並击落乌克蘭空军一架米-8直升机和多架无人机，拦截多枚美制哈姆反辐射导弹及多枚海马斯火箭弹。俄佔頓涅茨克官員表示，當地實施宵禁，禁止平民在週一至週五晚上11點至凌晨4點在街頭和公共場所，亦禁止俄佔頓涅茨克地區舉行集會和示威，以及其他群眾活動，除非獲得政府允許，以應對軍事威脅。
烏克蘭總統澤連斯基感謝美國新一批軍事援助計劃，形容是歷史性的，新一批軍事援助計劃包括火炮、海馬斯導彈、防空導彈、防空系統、戰術車輛等，亦形容烏美兩國共同生產武器，是歷史性決定，另外，澤連斯基亦感謝加拿大政府的新一批長期國防支援協議。
烏克蘭國家抵抗中心表示，俄佔官員正在俄佔地區，設立應徵入伍者軍事登記系統，準備在烏克蘭南部動員。
波蘭總統杜達表示，波蘭已經為烏克蘭糧食準備過境走廊，以便出口到有需要地方，並表示波蘭政府維持禁止在波蘭市場上禁止銷售烏克蘭糧食的禁令是正確的決定。
美國駐烏克蘭大使館表示，美國和烏克蘭簽署諒解備忘錄，計劃向烏克蘭提供5.22億美元能源相關援助，旨在提高烏克蘭的能源復原力，包括在基輔在能源部門改革取得進展的情況下可獲得的1億美元。
法國傳媒援引海上跟蹤資料報道，自俄羅斯7月退出黑海糧食倡議以來，第二艘載有烏克蘭糧食的貨輪已抵達土耳其，懸掛帛琉國旗貨船，載有17600噸烏克蘭糧食，從敖德薩出發，前往埃及。
英國《衛報》報道，人權律師和烏克蘭檢察官正準備一份戰爭罪檔案，提交給國際刑事法院，指控俄羅斯入侵烏克蘭期間故意製造飢荒，檔案目標是記錄俄羅斯軍隊將糧食作為戰爭武器，為國際刑事法院收集證據，以啟動起訴，起訴可能包括俄羅斯總統普京，糧食武器化分三個階段進行，第一階段，圍困烏克蘭城市，切斷食品供應。第二階段，涉及在入侵期間摧毀烏克蘭各地的糧食、水供應和能源等平民生存不可或缺的物件，有關襲擊屬故意犯罪。第三階段是俄羅斯試圖阻止或限制烏克蘭食品的出口，包括在莫斯科退出黑海糧食倡議後，對烏克蘭港口基礎設施和糧食設施的襲擊。

## 9月25日
烏克蘭軍方表示，午夜至凌晨期間，俄軍針對敖德薩州發射19架無人機2枚縞瑪瑙超音速導彈，並針對烏克蘭其他地區發射至少12枚口徑導彈，防空部隊主要在敖德薩州上空，擊落19架無人機和11枚口徑導彈。敖德薩州長表示，俄羅斯對敖德薩的一整夜導彈和無人機襲擊，至少造成2名平民死亡，1名平民受傷，並嚴重破壞敖德薩市的港口設施。赫爾松州長表示，俄羅斯對貝里斯拉夫發動空襲，至少造成2名平民死亡，2名平民受傷。另外，州長表示，俄羅斯對赫爾松市發動炮擊，至少造成3名平民死亡，3名平民受傷。烏克蘭頓涅茨克州政府表示，俄羅斯炮擊察蘇夫雅的一所幼兒園、一棟工業大樓和多棟房屋，沒有傷亡報告。
烏克蘭武裝部隊總參謀部表示，自全面入侵以來，俄羅斯在烏克蘭損失276,270名士兵，過去一天俄羅斯部隊有420人傷亡，累計損失4,667輛坦克、8,927輛裝甲戰車、8,746輛汽車和油箱、6,260個火炮系統、791個多發火箭發射系統、533個防空系統、315架飛機、316架直升機、4,895架無人機、20艘船隻和1艘潛艇。
烏克蘭武裝部隊特種部隊司令部表示，9月22日針對俄佔塞瓦斯托波爾俄軍黑海艦隊總部的襲擊，至少造成34名俄羅斯軍官死亡，105名士兵受傷，其中黑海艦隊指揮官維克托·索科洛夫上將在襲擊中死亡。烏克蘭軍方則表示，當日空軍對黑海艦隊總部進行12次打擊，目標是人員、軍事裝備和武器集中的地區，其中2個防空導彈系統和4個俄羅斯炮兵部隊被擊中。
俄佔克里米亞塞瓦斯托波爾官員表示，1枚導彈在塞瓦斯托波爾附近的貝爾貝克軍用機場被擊落，全市海上運輸在內的公共交通暫停，克里米亞大橋亦短暫停止通行。俄羅斯獨立媒體Meduza報道，在摩爾多瓦親俄分離主義地區聶斯特河沿岸地區，發現一枚S-300導彈的碎片，碎片在蒂拉斯波爾附近的奇特卡尼發現，奇特卡尼距離烏克蘭邊境約20公里，沒有任何損壞或傷亡，但同日俄羅斯襲擊距離聶斯特河沿岸地區以南約90公里的烏克仝敖德薩。
非牟利曾庫戰爭研究所表示，俄軍在頓涅茨克西郊的阿夫迪夫卡和馬林卡進攻失敗，俄軍繼續沿著阿夫迪夫卡-頓涅茨克市線進攻但失敗，亦無法奪回阿德維夫卡西南36公里外的新米哈伊利夫卡附近的失地。
烏克蘭總統澤倫斯基表示，第一批美製艾布拉姆斯坦克已抵達烏克蘭，並感謝華盛頓履行協議。烏克蘭文化部表示，午夜至凌晨期間，俄羅斯對敖德薩發動的襲擊，損壞9座歷史建築，當中包括被聯合國教科文組織列為世界遺產的沃龍佐夫宮等建築被破壞。
烏克蘭媒體援引烏克蘭軍事情報局消息人士報道，俄軍第14近衛戰鬥機團在庫爾斯克機場的陣地，遭到無人機襲擊，指揮官、副手、情報官員以及多名飛行員和基地工作人員在襲擊中喪生或受傷。
聯合國烏克蘭問題獨立國際調查委員會表示，發現俄軍正在犯下戰爭罪的持續證據，包括使用非法爆炸物、酷刑、性侵犯、襲擊能源基礎設施和針對平民集中區發動襲擊等，造成破壞和平民傷亡。
波蘭總統杜達表示，現時波蘭不會將新購買的裝備提供給烏克蘭，如韓國K9自走砲或K2主戰坦克，有關裝備必須用於加強波蘭軍隊，「我們不會花幾十億美元來交出它。」但並不意味著波蘭不會向基輔提供任何武器，在波蘭武器庫中的舊武器被現代化武器取代後，向烏克蘭提供舊武器完全沒有問題。
匈牙利總理歐爾班表示，烏克蘭必須恢復烏克蘭的匈牙利少數民族的權利，布達佩斯才會在國際事務中支援基輔，歐爾班表示，2017年烏克蘭透過一項法律，將烏克蘭語成為國家中等教育中的必修語言，是試圖將匈牙利少數民族學校轉變為烏克蘭學校，指責基輔壓迫居住在烏克蘭西部地區靠近邊境的匈牙利少數民族的權利。對於9月21日，烏克蘭議會批准關於少數民族的法律修正案，以使規則和定義符合歐盟標準，匈牙利抱觀望態度。
美國商務部表示，對11家中國公司和5家俄羅斯公司實施制裁，指責其中一些公司為俄羅斯在烏克蘭的戰爭提供無人機零部件。
加拿大國會議長羅塔就早前錯誤表揚一名在二戰期間為納粹德軍作戰的烏克蘭人致歉。事件發生在22日，烏克蘭總統濹連斯基在加拿大國會上發言後，羅塔隨即讚揚從烏克蘭移居加拿大98歲的洪卡，為烏克蘭對抗俄羅斯而戰，是烏克蘭和加拿大的英雄。及後有猶太人權組織發現，洪卡曾在二戰期間服役於「烏克蘭第一師」，又稱「黨衛軍第14師」，是二戰期間由納粹管轄的志願者部隊，並要求羅塔道歉。最終羅塔發聲明承認犯錯，向全世界及在加拿大的猶太社群致以最深切的歉意，並願承擔所有責任。加拿大總理辦公室亦發聲明，指是議長辦公室單獨決定邀請及表揚洪卡。俄羅斯駐加拿大大使表示，將去信杜魯多，並向加拿大發外交照會，要求加方解釋事件。

## 9月26日
烏克蘭當局表示，截至26日上午9時，俄羅斯在過去24小時內，一共襲擊11個州，至少造成9名平民死亡和13名平民受傷。烏克蘭空軍表示，凌晨俄羅斯共發射38架無人機，防空部隊擊落26架。敖德薩州州長表示，擊中伊茲邁爾南部港口設施，至少造成2名平民受傷。赫爾松州軍事管理局表示，俄軍襲擊赫爾松和科拉貝爾尼，至少造成6名平民受傷。總檢察長辦公室表示，俄軍炮擊哈爾科夫州沃夫昌斯克，造成1名平民受傷。
烏克蘭武裝部隊總參謀部表示，自全面入侵以來，俄羅斯在烏克蘭損失276,670名士兵，過去一天俄羅斯部隊有400人傷亡，累計損失4,672輛坦克、8,946輛裝甲戰車、6,299個火炮系統、4,924架無人機等。
英國國防部表示，烏克蘭對俄軍黑海艦隊的襲擊造成「嚴重」損害，可能使艦隊不能執行巡航導彈襲擊和當地安全巡邏等基本戰鬥任務。
挪威政府表示，挪威承諾向烏克蘭提供9200萬美元的人道主義援助，以幫助烏克蘭在冬天做準備。

## 9月27日
烏克蘭當局表示，截至27日上午9時，俄羅斯在過去24小時內，一共襲擊9個州，至少造成1名平民死亡和17名平民受傷。赫爾松州長表示，俄軍襲擊當地，至少造成1名平民死亡，1名平民受傷。
烏克蘭武裝部隊總參謀部表示，自全面入侵以來，俄羅斯在烏克蘭損失276,990名士兵，過去一天俄羅斯部隊有320人傷亡，累計損失4,675輛坦克、8,950輛裝甲戰車、6,337個火炮系統、4,948架無人機等，亦表示，烏軍繼續在東部的巴赫穆特方向和南部的梅利託波爾方向進攻，令俄軍造成損失，俄軍在頓涅茨克州希弗爾內和馬林卡附近以及扎波羅熱州諾沃達裡夫卡以南發動未成功的襲擊，雙方共交戰26次等。烏克蘭東部部隊發言人表示，俄羅斯瓦格納集團約200名僱傭兵已經離開白俄羅斯，返回頓涅茨克州的前線。
英國國防部表示，俄羅斯已開始部署「零碎」部隊，以加固多條防線，顯示俄羅斯不太可能在未來幾周內發動新攻勢。
烏克蘭內閣任命3名新副國防部長。流亡的烏克蘭梅利託波爾市長顧問表示，俄羅斯正修建連接俄佔馬裡烏波爾、沃爾諾瓦卡和頓涅茨克的鐵路，減少對克里米亞大橋的依賴。乌克兰安全局逮捕2名基辅居民，他們涉嫌向俄罗斯情报机构提供情报。烏克蘭國防安全委員會成員表示，一間導彈生產工廠遭到俄羅斯襲擊，生產系統已經轉移到另一個國家。
保加利亞議會通過向烏克蘭提供S-300地對空導彈。
歐洲足球協會聯盟早前宣布，允許由18歲以下球員組成的俄羅斯U17球隊參加比賽。烏克蘭、波蘭、拉脫維亞、立陶宛、英格蘭、北愛爾蘭、丹麥和瑞典則表示將抵制。

## 9月28日
烏克蘭當局表示，截至28日上午9時，俄羅斯在過去24小時內，一共襲擊11個州，至少140個定居點和106個基礎設施受破壞。烏克蘭南部作戰司令部發言人表示，俄軍凌晨發射30多架無人機，全數被擊落。赫爾松市政府表示，俄軍襲擊赫爾松和安東尼夫卡，合共造成3名平民死亡，3名平民受傷。頓涅茨克州政府表示，俄軍襲擊康斯坦丁諾夫卡和克拉斯諾霍裡夫卡，合共造成2名平民死亡，6名平民受傷。
烏克蘭武裝部隊總參謀部表示，自全面入侵以來，俄羅斯在烏克蘭損失277,320名士兵，過去一天俄羅斯部隊有330人傷亡，累計損失4,679輛坦克、8,962輛裝甲戰車、6,375個火炮系統、4,957架無人機等。
烏克蘭總統澤連斯基在基輔分別會見英國和法國國防部長以及北約秘書長。北約秘書長表示乌克兰军队正在逐渐取得进展。乌克兰财政部表示，2023年乌克兰获得外部融资326亿美元。
非牟利智庫「戰爭研究所」表示，俄軍放慢在庫皮安斯克-斯瓦託韋-克雷明納戰線進攻行動的節奏。
哈薩克總統表示，哈薩克必定會遵守對俄羅斯的制裁制度，並敦促盡快結束對「烏克蘭的敵對行動」和進行和平談判。
波蘭司法部部長證實，2022年11月擊中波蘭城市普熱沃多夫，並造成2人死亡的導彈，屬烏克蘭防空導彈。
德國政府批准莱茵金属与乌克兰国防工业成立合资企业，並在基辅开设军用车辆维修设施。

## 9月29日
烏克蘭當局表示，截至29日上午9時，俄羅斯在過去24小時內，一共襲擊9個州，至少6名平民死亡，13名平民受傷。
烏克蘭武裝部隊總參謀部表示，自全面入侵以來，俄羅斯在烏克蘭損失277,660名士兵，過去一天俄羅斯部隊有340人傷亡，累計損失4,687輛坦克、8,972輛裝甲戰車、6,409個火炮系統、4,991架無人機等。
俄羅斯國防部表示，11架無人機分別在庫爾斯克地區和卡盧加地區被擊落。其中，庫爾斯克州有發電站和雷達站被炸毀。總統普京要求前瓦格納指揮官為烏克蘭的特別軍事行動建立「志願部隊」。國防部表示，開始秋季徵兵，範圍首次包括俄佔地區。
瑞典政府表示，已向烏克蘭能源支援基金撥款2660萬美元，以及提供1千多噸裝置，以協助戰爭期間恢復電力基礎設施。英國政府宣佈，對俄羅斯官員實施新的制裁，涉嫌參與組織在俄佔地區的「非法選舉」。
烏克蘭監察平台發現，一枚俄罗斯S-300导弹在俄佔托克马克上空击落一架俄罗斯蘇-35战斗机，导致飞行员死亡。烏克蘭警方在基輔州的某處發現數量不明的SA-15导弹，懷疑是俄羅斯撤軍時留下。
國際殘奧會宣布，俄羅斯和白俄羅斯運動員只能以個人身份參加2024年巴黎殘奧會。
保加利亞禁止烏克蘭的向日葵產品進口至該國，禁令暫定持續至2023年11月底。

## 9月30日
烏克蘭當局表示，截至30日上午9時，俄羅斯在過去24小時內，一共襲擊11個州，至少145個定居點和130個基礎設施受破壞。烏克蘭南部司令部表示，防空部隊在一夜之間擊落30架襲擊南部地區的無人機。扎波羅熱州軍事管理局表示，俄軍導彈襲中扎波羅熱郊區，至少造成五名平民受傷。
烏克蘭武裝部隊總參謀部表示，自全面入侵以來，俄羅斯在烏克蘭損失278,130名士兵，過去一天俄羅斯部隊有470人傷亡，累計損失4,691輛坦克、8,984輛裝甲戰車、6,447個火炮系統等。烏克蘭海軍表示，特種部隊從俄佔地區救回2名烏克蘭空降部隊成員，戰爭前期2人與俄軍作戰並受重傷，無法撤退，獲當地居民收留。軍事情報局表示，一名俄羅斯士兵使用「我想活下去」熱線與烏克蘭軍事情報局合作叛逃到烏克蘭，並成功地說服其他11名俄羅斯士兵叛逃。
俄羅斯總統普京簽署法令，將9月30日訂為「統一日」，紀念俄羅斯「吞併」屬烏克蘭的盧甘斯克、頓涅茨克、扎波羅熱和赫爾松四州。
烏克蘭總統泽连斯基在基辅召開論壇，来自30个国家的250家西方武器制造商參與。乌克兰外交部称，乌克兰与西方國家的公司签署20项协议。